# Синкансэн

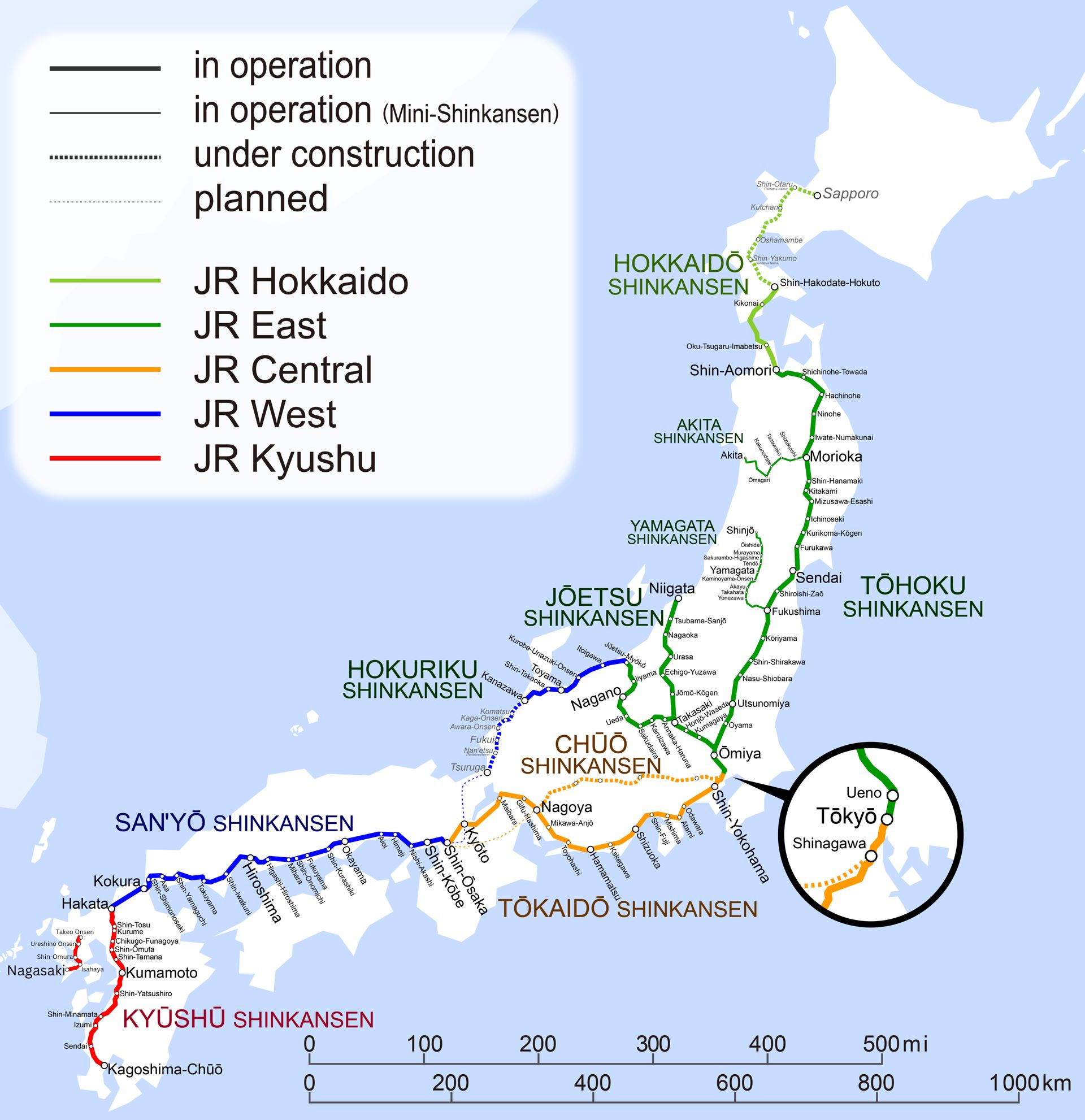
Маршруты синкансэна

«Синкансэ́н» (яп. 新幹線, «новая магистраль») — высокоскоростная сеть железных дорог в Японии, предназначенная для перевозки пассажиров между крупными городами страны. Принадлежит компании Japan Railways. Первая линия с 17 станциями протяжённостью 515 км, которые поезд преодолевал за два с половиной часа, была открыта между Осакой и Токио в октябре 1964 года, к летней Олимпиаде. Также поезда синкансэн называют «поезд-пуля».

## Общая информация
Первоначально линии Синкансэн были предназначены для круглосуточных пассажирских и грузовых перевозок. В настоящее время обслуживают только пассажиров. Кроме того, на ночь все линии Синкансэн закрываются с 0:00 до 06:00 утра для проведения обслуживания. В это время продолжают работать обычные поезда, которые идут практически параллельно линиям Синкансэн.
Движение на линиях Синкансэн началось в 1964 году на Токайдо-синкансэн со скорости в 210 км/ч. Линия Токайдо-синкансэн является самой загруженной высокоскоростной железнодорожной линией в мире. На ней перевозится порядка 375 000 пассажиров ежедневно. За год же был перевезён 151 миллион пассажиров (март 2008). В часы пик между Токио и Осакой, крупнейшими городами в Японии, может работать до 10 поездов, состоящих из 16 вагонов каждый (вместимость поезда 1300 пассажиров). Синкансэн также служит для пассажиров, которые едут на работу в крупные города из отдалённых мест.
В сети «Синкансэн» используется европейская колея шириной 1435 мм, что отличает её от более старых линий японской железной дороги, имеющих колею 1067 мм. Линии электрифицированы по системе однофазного переменного тока 25 кВ 50/60 Гц, на линиях мини-синкансэна напряжение составляет 20 кВ.
Уже через три года после начала эксплуатации дорога начала приносить прибыль, а к 1971 году за счёт выручки от продажи билетов и услуг полностью окупила затраты на строительство.
Современные линии, такие, как Нагано, Хокурику и Кюсю, строились с расчётом на скорость 260 км/ч. Более «старые» линии в настоящее время модернизированы до скоростей 285, 300 и 320 км/ч (для Токайдо, Саньё и Тохоку синкансенов соответственно). Таким образом, в мире сейчас всего четыре линии с эксплуатационной скоростью 320 км/ч, из них одна в Японии (Тохоку-Синкансен). Планируется дальнейшее увеличение скорости эксплуатации Тохоку-Синкансена до 360 км/ч к 2030 году.
Существуют также две линии Мини-Синкансена, которые не являются скоростными, но включены в сеть «обычного» Синкансена, имеют общий подвижной состав, тарифы и так далее.

## Линии Синкансэн
| Линия | Начало       | Конец               | Протяжён- ность | Оператор        | Открыта   | Маршруты         | Общая характеристика маршрута | Подвижной состав                                            |
| --- | ------------ | ------------------- | --------------- | --------------- | --------- | ---------------- | --- | ----------------------------------------------------------- |
| Токайдо-синкансэн                                                                                        | Токио        | Син-Осака           | 515,4 км        | JR Central      | 1964      | Нодзоми          | В переводе с японского «нодзоми» означает «надежда». Поезда, ездящие этим маршрутом, являются самыми быстрыми поездами этой линии — путь от Токио до Осаки займёт 2,5 часа, а от Токио до Хакаты (Фукуока) — 5 часов. Поезда «Нодзоми» останавливаются только на таких крупных станциях, как Нагоя, Киото, Окаяма и Хиросима. Единственный маршрут, позволяющий проехать все станции и Токайдо, и Саньё Синкансена без единой пересадки. | Синкансэн 300, Синкансэн 500, Синкансэн 700, Синкансэн N700 |
| Токайдо-синкансэн                                                                                        | Токио        | Син-Осака           | 515,4 км        | JR Central      | 1964      | Хикари           | «Хикари» в переводе означает «свет». Поезда, курсирующие по этому маршруту, были первыми поездами на линии Токайдо/Санъё, а теперь с появлением «Нодзоми» отошли на второй план и являются вторыми по скорости движения на данной линии. Маршрут «хикари» включает в себя несколько второстепенных станций, но по нему по-прежнему можно проехать очень быстро: путь из Токио до Осаки, в частности, займёт три часа. В отличие от Нодзоми, при движении через Осаку необходима пересадка, так как на линиях Токайдо и Саньё есть свои индивидуальные маршруты Хикари, между собой не интегрированные. То же самое относится и к маршруту Кодама. | Синкансэн 300, Синкансэн 700, Синкансэн N700                |
| Токайдо-синкансэн                                                                                        | Токио        | Син-Осака           | 515,4 км        | JR Central      | 1964      | Хикари Rail Star | «Хикари» в переводе означает «свет». Поезда, курсирующие по этому маршруту, были первыми поездами на линии Токайдо/Санъё, а теперь с появлением «Нодзоми» отошли на второй план и являются вторыми по скорости движения на данной линии. Маршрут «хикари» включает в себя несколько второстепенных станций, но по нему по-прежнему можно проехать очень быстро: путь из Токио до Осаки, в частности, займёт три часа. В отличие от Нодзоми, при движении через Осаку необходима пересадка, так как на линиях Токайдо и Саньё есть свои индивидуальные маршруты Хикари, между собой не интегрированные. То же самое относится и к маршруту Кодама. | Синкансэн N700                                              |
| Токайдо-синкансэн                                                                                        | Токио        | Син-Осака           | 515,4 км        | JR Central      | 1964      | Кодама           | Этот маршрут можно назвать «местным», поскольку на нём поезда делают остановки на всех мелких и второстепенных станциях. Но поезда, курсирующие по этому маршруту, точно так же имеют право называться синкансэнами. | Синкансэн 300, Синкансэн 700                                |
| Санъё-синкансэн                                                                                          | Син-Осака    | Хаката              | 553,7 км        | JR West         | 1972—1975 | Кодама           | Этот маршрут можно назвать «местным», поскольку на нём поезда делают остановки на всех мелких и второстепенных станциях. Но поезда, курсирующие по этому маршруту, точно так же имеют право называться синкансэнами. | Синкансэн 100                                               |
| Санъё-синкансэн                                                                                          | Син-Осака    | Хаката              | 553,7 км        | JR West         | 1972—1975 | Нодзоми          | См. Токайдо-синкансэн | См. Токайдо-синкансэн                                       |
| Санъё-синкансэн                                                                                          | Син-Осака    | Хаката              | 553,7 км        | JR West         | 1972—1975 | Хикари           | См. Токайдо-синкансэн | См. Токайдо-синкансэн                                       |
| Санъё-синкансэн                                                                                          | Син-Осака    | Хаката              | 553,7 км        | JR West         | 1972—1975 | Хикари Rail Star | См. Токайдо-синкансэн | См. Токайдо-синкансэн                                       |
| Тохоку-синкансэн                                                                                         | Токио        | Син-Аомори          | 674,9 км        | JR East         | 1982—2010 | Хаябуса          | Этот маршрут был введён в эксплуатацию в 2011-м году и стал ещё более быстрым, чем Хаяте. C 2013 года поезда развивают 320 км/ч, данный маршрут является самым быстрым среди Синкансенов вообще. | Синкансэн Е5                                                |
| Тохоку-синкансэн                                                                                         | Токио        | Син-Аомори          | 674,9 км        | JR East         | 1982—2010 | Хаятэ            | Этот маршрут ранее являлся самым быстрым между Токио и Сэндаем, Мориокой или Хатинохэ. Чтобы добраться от Токио до Мориоки потребуется 2,5 часа, а до Хатинохэ — 3 часа. | Синкансэн Е2                                                |
| Тохоку-синкансэн                                                                                         | Токио        | Син-Аомори          | 674,9 км        | JR East         | 1982—2010 | Max-Ямабико      | | Синкансэн Е1, Синкансэн Е4                                  |
| Тохоку-синкансэн                                                                                         | Токио        | Син-Аомори          | 674,9 км        | JR East         | 1982—2010 | Насуно           | Это местный маршрут до Никко или Уцуномии, но при этом это всё те же синкансэны. | Синкансэн 200                                               |
| Тохоку-синкансэн                                                                                         | Токио        | Син-Аомори          | 674,9 км        | JR East         | 1982—2010 | Max-Насуно       | Это местный маршрут до Никко или Уцуномии, но при этом это всё те же синкансэны. | Синкансэн Е1                                                |
| Дзёэцу-синкансэн                                                                                         | Омия         | Ниигата             | 269,5 км        | JR East         | 1982      | Токи             | По этому маршруту поезда от Токио до Ниигаты доезжают примерно за два часа и являются самыми быстрыми поездами Дзёэцу Синкансэн | Синкансэн 200                                               |
| Дзёэцу-синкансэн                                                                                         | Омия         | Ниигата             | 269,5 км        | JR East         | 1982      | Max Токи         | По этому маршруту поезда от Токио до Ниигаты доезжают примерно за два часа и являются самыми быстрыми поездами Дзёэцу Синкансэн | Синкансэн Е4                                                |
| Дзёэцу-синкансэн                                                                                         | Омия         | Ниигата             | 269,5 км        | JR East         | 1982      | Танигава         | Поезда «Танигава» и «Макс-Танигава» курсируют от станции Токио до Гала-Юдзавы, горнолыжного курорта в Этиго-Юдзаве. Также они, как правило, останавливаются на второстепенных станциях. | Синкансэн 200                                               |
| Дзёэцу-синкансэн                                                                                         | Омия         | Ниигата             | 269,5 км        | JR East         | 1982      | Max Танигава     | Поезда «Танигава» и «Макс-Танигава» курсируют от станции Токио до Гала-Юдзавы, горнолыжного курорта в Этиго-Юдзаве. Также они, как правило, останавливаются на второстепенных станциях. | Синкансэн Е1                                                |
| Хокурику-синкансэн (раньше — Нагано-синкансэн)                                                           | Такасаки     | Канадзава           | 345,4 км        | JR East JR West | 1997—2015 | Асама            | Маршрут получил своё название благодаря вулкану Асама, возвышающемуся в префектуре Нагано. От Токио до Нагано-Сити поезда идут около 1,5—2 часов. | Синкансэн Е2                                                |
| Хокурику-синкансэн (раньше — Нагано-синкансэн)                                                           | Такасаки     | Канадзава           | 345,4 км        | JR East JR West | 1997—2015 | Кагаяки          | По данному маршруту поезд следует от станции Токио до станции Канадзава и обратно с остановками на станциях Уэно (кроме поезда № 509 отправлением в 10 ч. 24 мин.), Омия, Нагано и Тояма. Время в пути занимает 2 ч. 30 мин. На русский язык название маршрута можно перевести как «Сияние». Оно было выбрано в результате народного голосования. Сияние в данном случае является метафорой, означающей «яркое сияние, освещающее дорогу в будущее». |                                                             |
| Хокурику-синкансэн (раньше — Нагано-синкансэн)                                                           | Такасаки     | Канадзава           | 345,4 км        | JR East JR West | 1997—2015 | Хакутака         | |                                                             |
| Хокурику-синкансэн (раньше — Нагано-синкансэн)                                                           | Такасаки     | Канадзава           | 345,4 км        | JR East JR West | 1997—2015 | Цуруги           | |                                                             |
| Кюсю-синкансэн                                                                                           | Хаката       | Кагосима-Тюо        | 256,8 км        | JR Kyushu       | 2004—2011 | Цубамэ           | Поезда «Цубамэ» — наиболее комфортабельные и построены по самому последнему слову техники, курсируют по наиболее живописной сельской местности Кюсю. В поездах «Цубамэ» существует только один класс. Поездка на них из Хакаты в Кагосиму займёт всего 2 часа 20 минут. | Синкансэн 800                                               |
| Хоккайдо- синкансэн                                                                                      | Син-Аомори   | Син-Хакодате-Хокуто | 148,9 км        | JR Hokkaido     | 2016      | Хаябуса          | Продление ранее действовавших поездов Тохоку-синкансэна до Син-Хакодатэ-Хокуто, с сохранением классности. Скорость в тоннеле Сэйкан ограничена 160 км/ч. | Синкансэн Е5, Синкансэн H5                                  |
| Хоккайдо- синкансэн                                                                                      | Син-Аомори   | Син-Хакодате-Хокуто | 148,9 км        | JR Hokkaido     | 2016      | Хаятэ            | Продление ранее действовавших поездов Тохоку-синкансэна до Син-Хакодатэ-Хокуто, с сохранением классности. Скорость в тоннеле Сэйкан ограничена 160 км/ч. | Синкансэн Е5, Синкансэн H5                                  |
| «Мини-Синкансэн»                                                                                         |              |                     |                 |                 |           |                  | |                                                             |
| Ямагата-синкансэн                                                                                        | Фукусима     | Синдзё              | 148,6 км        | JR East         |           |                  | |                                                             |
| Акита-синкансэн                                                                                          | Мориока      | Акита               | 127,3 км        | JR East         |           |                  | |                                                             |
| Линии со стандартной колеёй, технически не классифицируемые как линии синкансэн, но с услугами синкансэн |              |                     |                 |                 |           |                  | |                                                             |
| Хаката Минами                                                                                            | Хаката       | Хаката-Минами       | 8,5 км          | JR West         |           |                  | |                                                             |
| Гала-Юдзава                                                                                              | Этиго-Юдзава | Гала-Юдзава         | 1,8 км          | JR East         |           |                  | |                                                             |

### Будущие линии

Сеть планируемых к постройке линий синкансэна, согласно закону от 1973 года. Предлагавшиеся, но непостроенные линии выделены красным цветом

Строительство многих линий синкансэн было предложено ещё в начале бума 1970-х годов, но они до сих пор не построены. Они называются сэйби синкансэн (яп. 整備新幹線, планируемый синкансэн). Одна из таких линий, Нарита-синкансэн в аэропорт Нариты, была официально отменена, но некоторые остаются на стадии разработки.
- Хокурику-синкансэн продлевается до Цуруги и находится на стадии строительства, должен быть открыт в 2024 году. Продление линии к Осаке планируется, но маршрут между станциями Цуруга и Син-Осака ещё не определён.
- Хоккайдо-синкансэн от Син-Хакодате-Хокуто до Саппоро находится в стадии проектирования и строительства, со вступлением в эксплуатацию не ранее 2030 года.
- Тюо-синкансэн (Токио-Нагоя-Осака) является запланированной линией Маглев. JR Central объявила об установленном сроке постройки — 2025 год. Кроме короткого экспериментального участка, строительство ещё не началось.

В 2016 году поступило предложение о постройке Сикоку-синкансэна на одноимённом острове. Новая линия будет начинаться в Осаке, проходить через города Токусима, Такамацу, Мацуяма, и останавливаться в городе Оита на северо-востоке Кюсю.

## Количество перевезённых пассажиров
Ежегодный пассажиропоток (в млн. пассажиров)
| Год  | Линия Токайдо | Линия Тохоку | Линия Санъё | Линия Дзёэцу | Линия Нагано | Линия Кюсю | Всего  |
| ---- | ------------- | ------------ | ----------- | ------------ | ------------ | ---------- | ------ |
| 2007 | 151,32        | 84,83        | 64,43       | 39,29        | 10,13        | 4,18       | 353,18 |

По данным за ноябрь 2010 года, суммарно с момента открытия в 1964 году, линия Токайдо-синкансэн перевезла 4,9 миллиарда пассажиров.

## Модели поездов синкансэн
Поезда могут иметь до 16 вагонов. Каждый вагон достигает длины 25 метров, исключение составляют головные вагоны, длина которых обычно чуть больше. Общая длина поезда составляет порядка 400 метров. Станции для таких поездов тоже очень длинные и специально приспособлены под эти поезда.

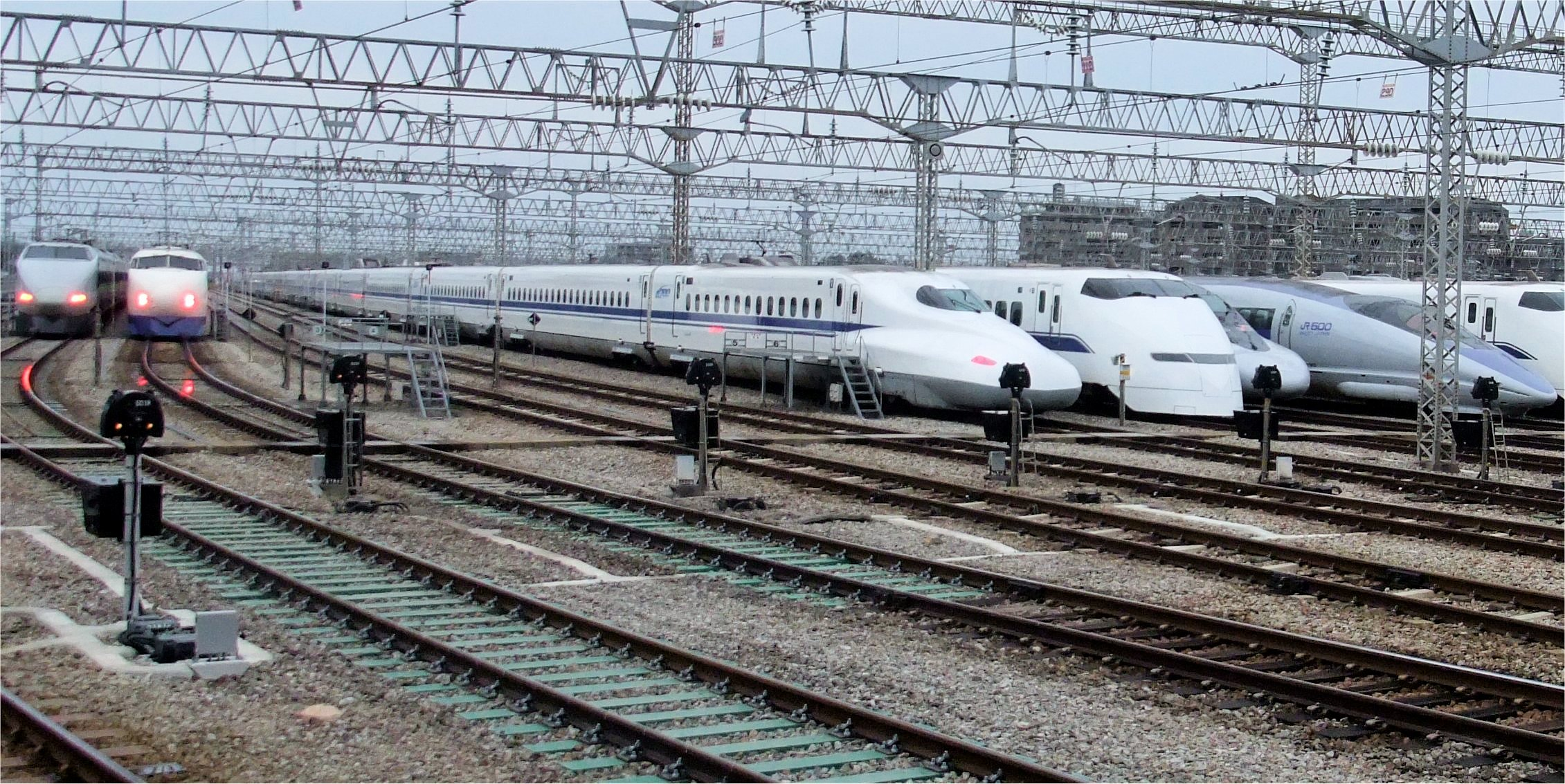
Синкансэн Серия 0 ~ N700

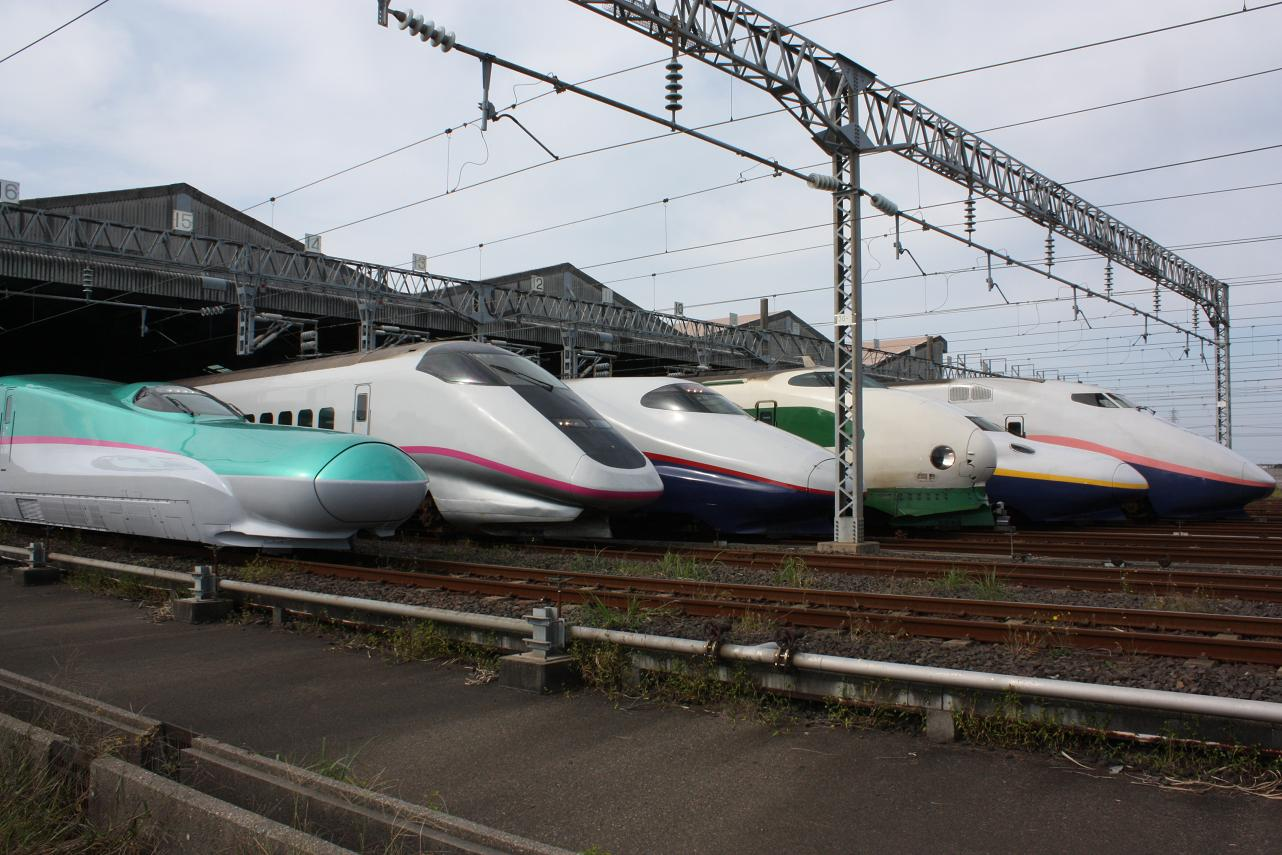
Синкансэн Серия 200 ~ E5

- Пассажирские поезда:
  - Синкансэн Серия 0
  - Синкансэн Серия 100
  - Синкансэн Серия 200
  - Синкансэн Серия 300
  - Синкансэн Серия 400
  - Синкансэн Серия 500
  - Синкансэн Серия 700
  - Синкансэн Серия N700
  - Синкансэн Серия 800
  - Синкансэн Серия Е1
  - Синкансэн Серия Е2
  - Синкансэн Серия Е3
  - Синкансэн Серия Е4
  - Синкансэн Серия Е5
  - Синкансэн Серия Е6
  - Синкансэн Серия E7[англ.]
- Экспериментальные поезда:
  - 1000 Type
  - 951 Type
  - 961 Type
  - 962 Type
  - 500—900 Series
  - 952/953 Type
  - 955 Type
  - E954 Type (Fastech 360)
  - E955 Type
- Поезда маглев:
  - LSM200 — 1972
  - ML100 — 1972
  - ML100A — 1975
  - ML-500 — 1977
  - ML-500R — 1979
  - MLU001 — 1981
  - MLU002 — 1987
  - MLU002N — 1993
  - MLX01 — 1996
  - MLX01-901 — 2002
- Поезда обслуживания:
  - 911 Type Дизельный локомотив
  - 912 Type Дизельный локомотив
  - DD18 Type Дизельный локомотив
  - DD19 Type Дизельный локомотив
  - 944 Type (Спасательный поезд)
  - 921 Type 0 Numbers
  - 922 Type (Doctor Yellow Set T1, T2, T3)
  - 923 Type (Doctor Yellow Set T4, T5)
  - 925 Type (Doctor Yellow Set S1, S2)
  - E926 Type (Мини-Синкансэн)

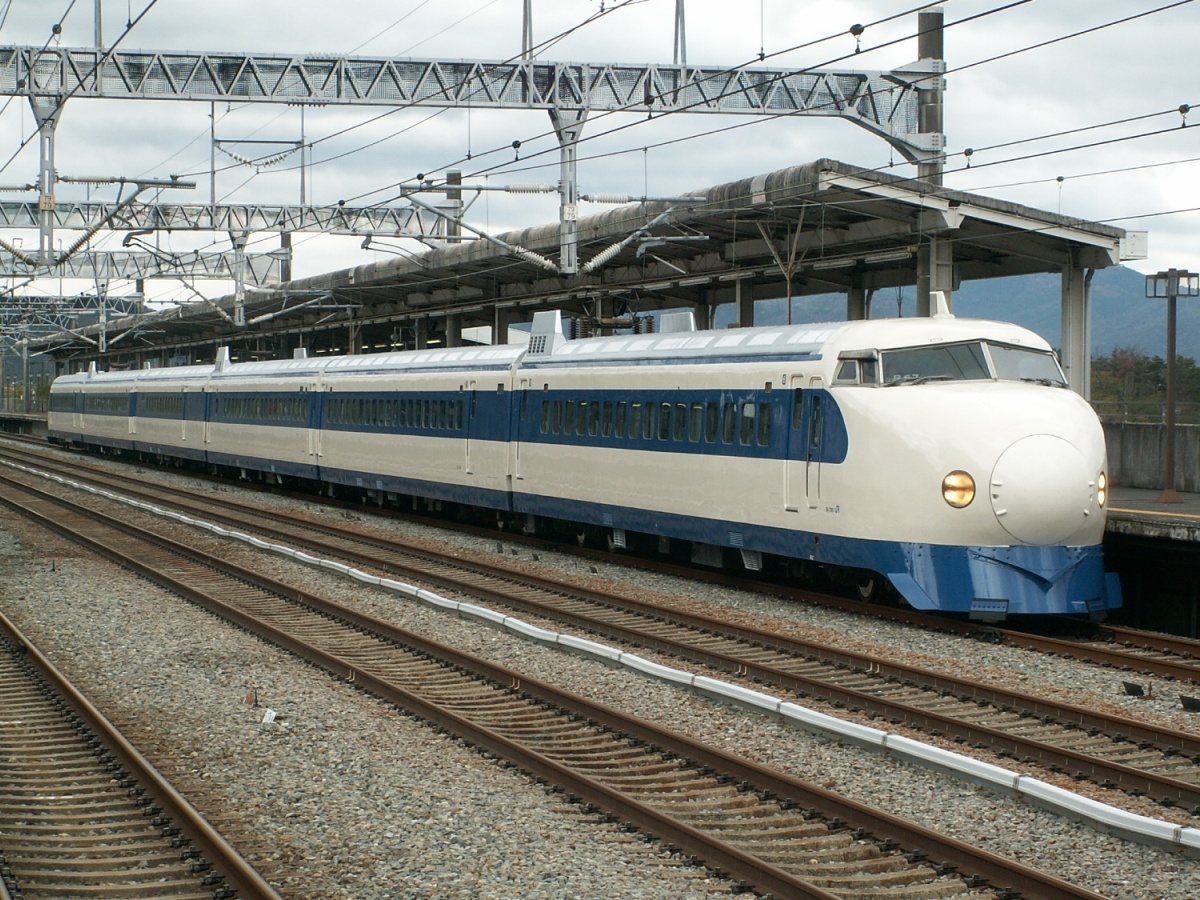
Серия 0
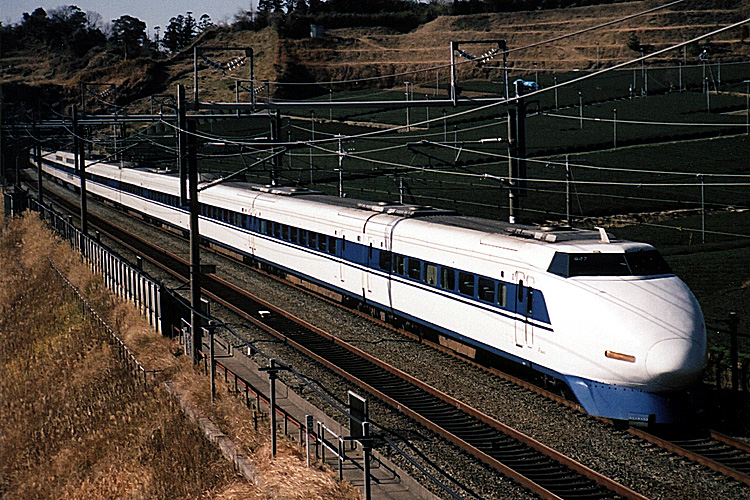
Серия 100
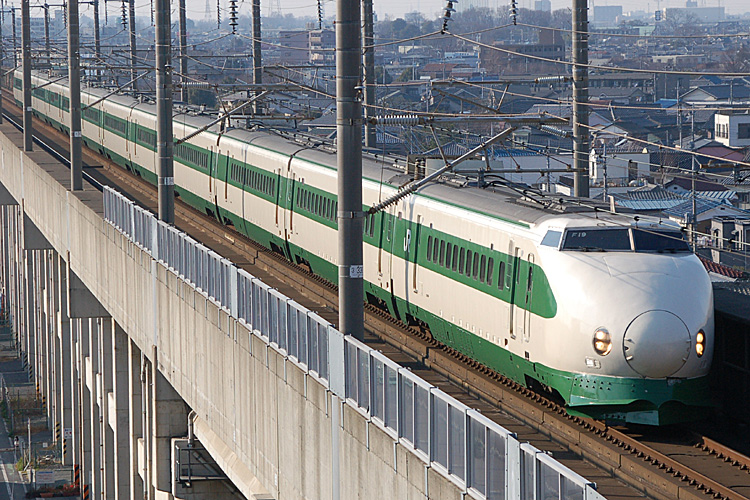
Серия 200
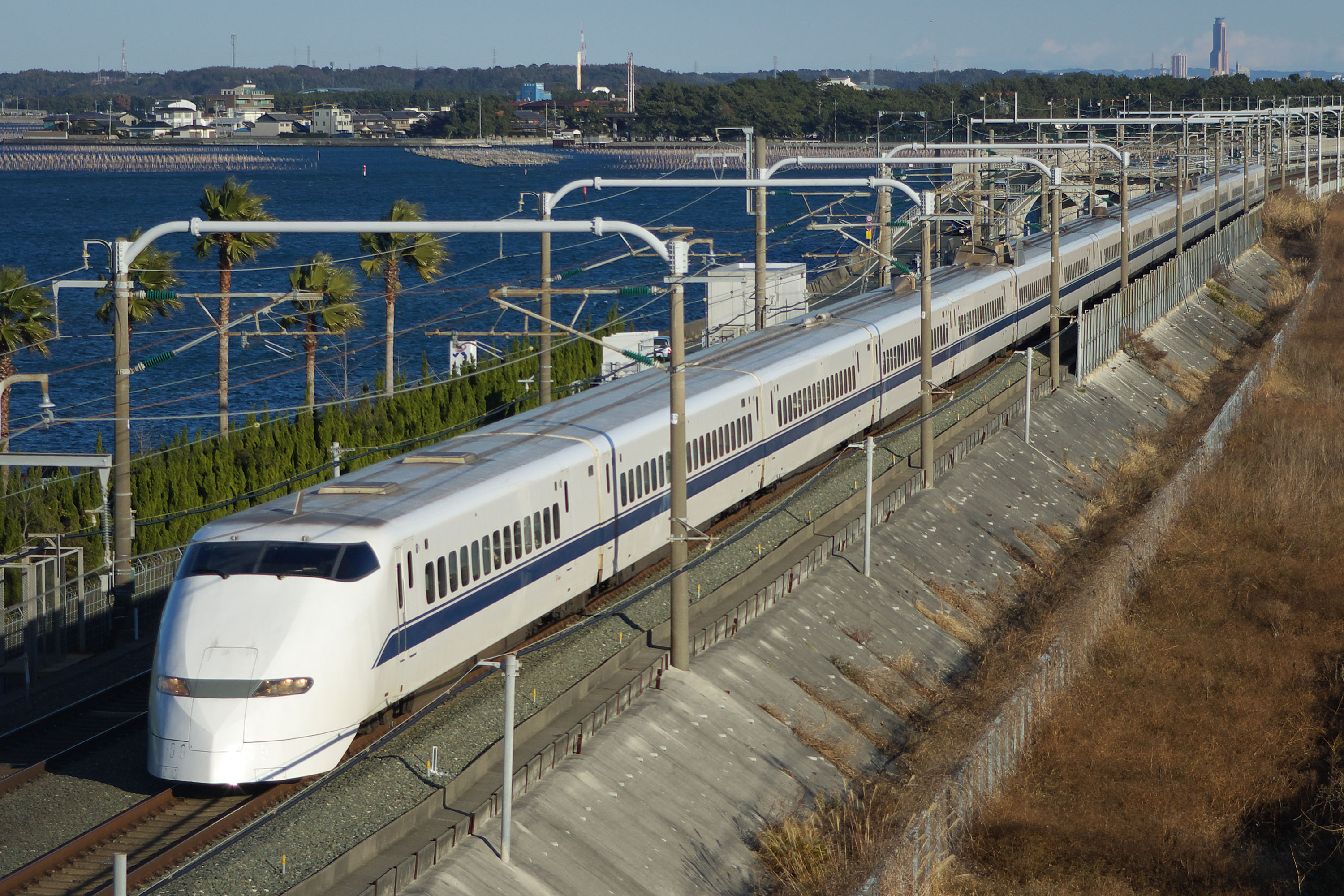
Серия 300
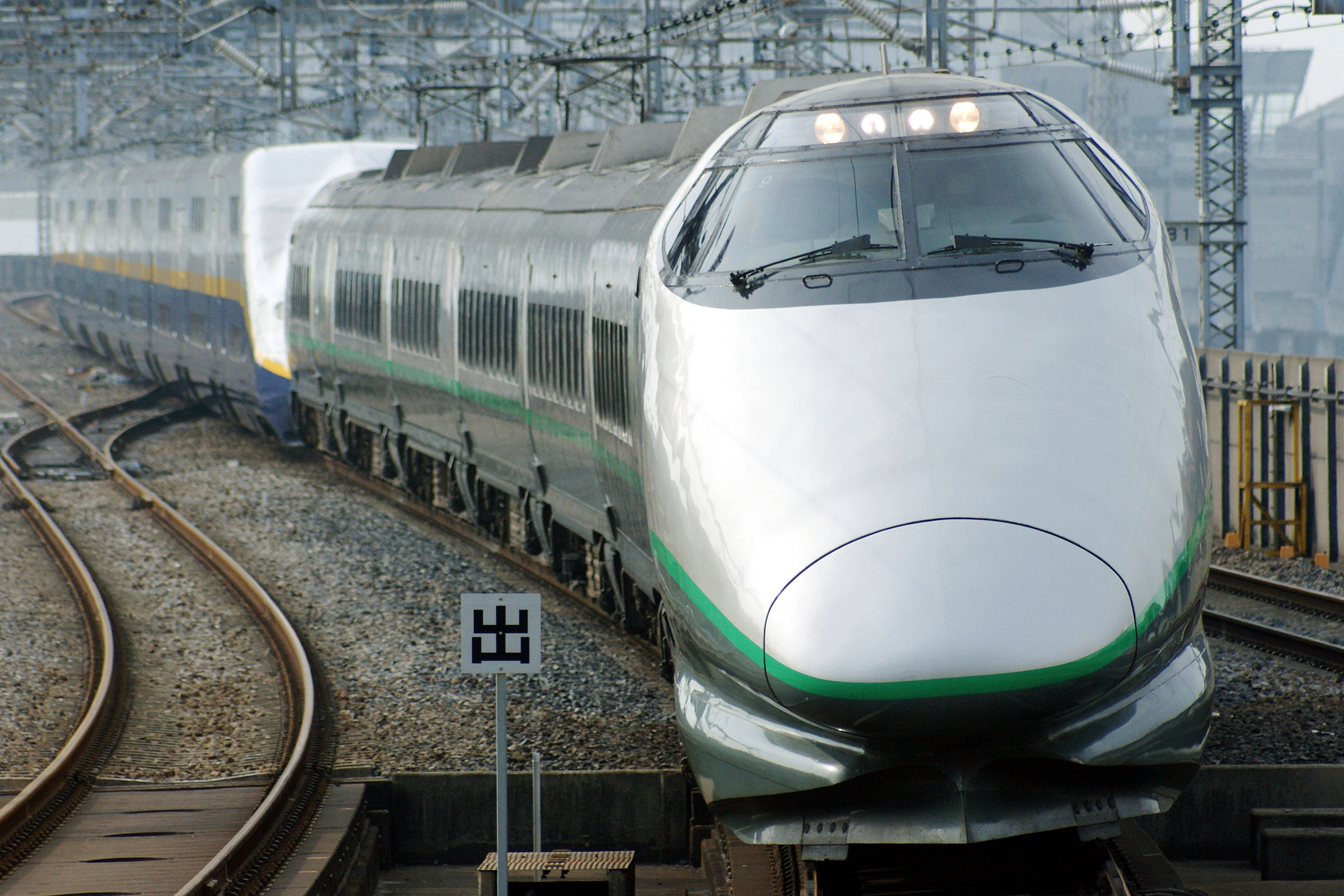
Серия 400
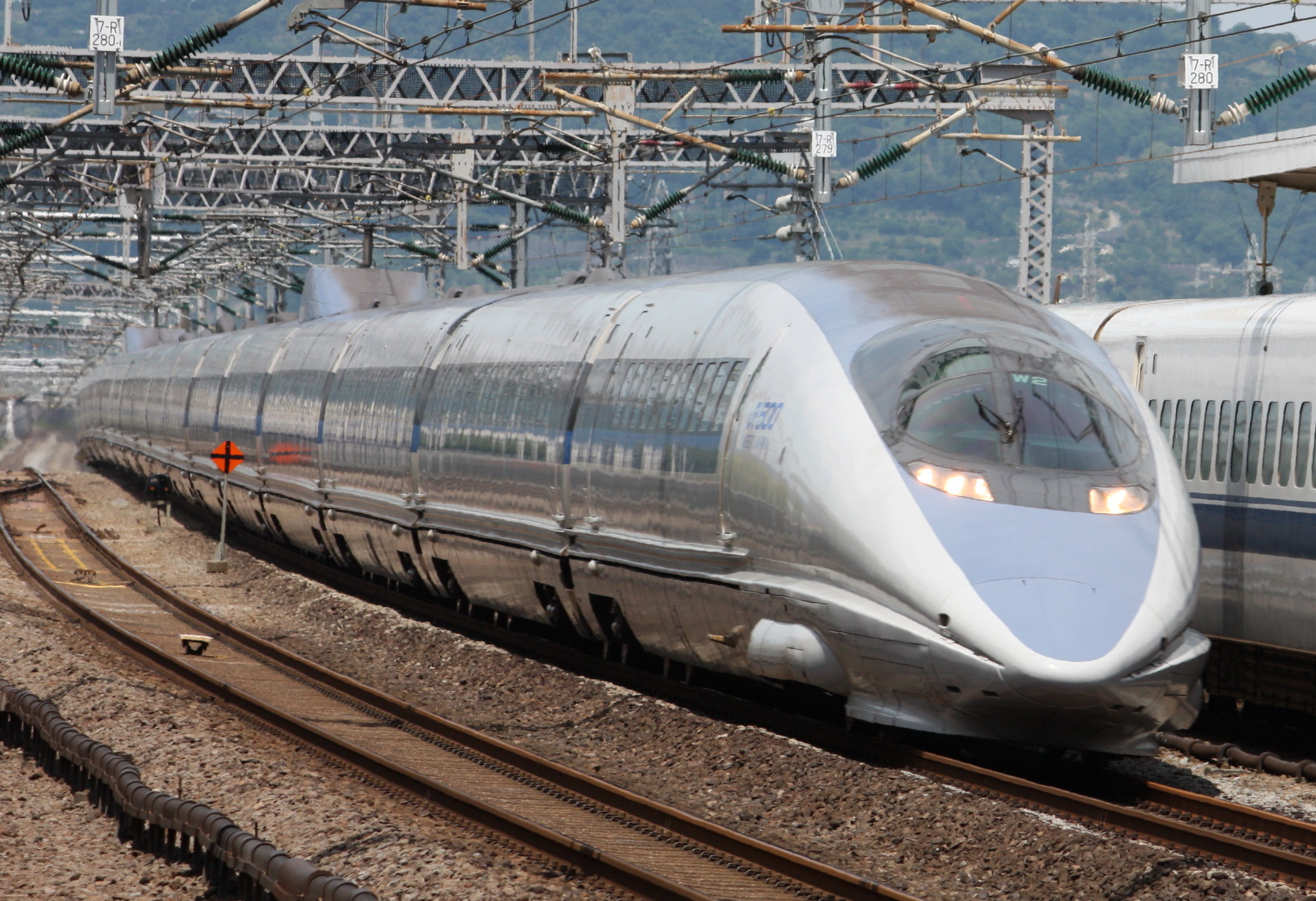
Серия 500
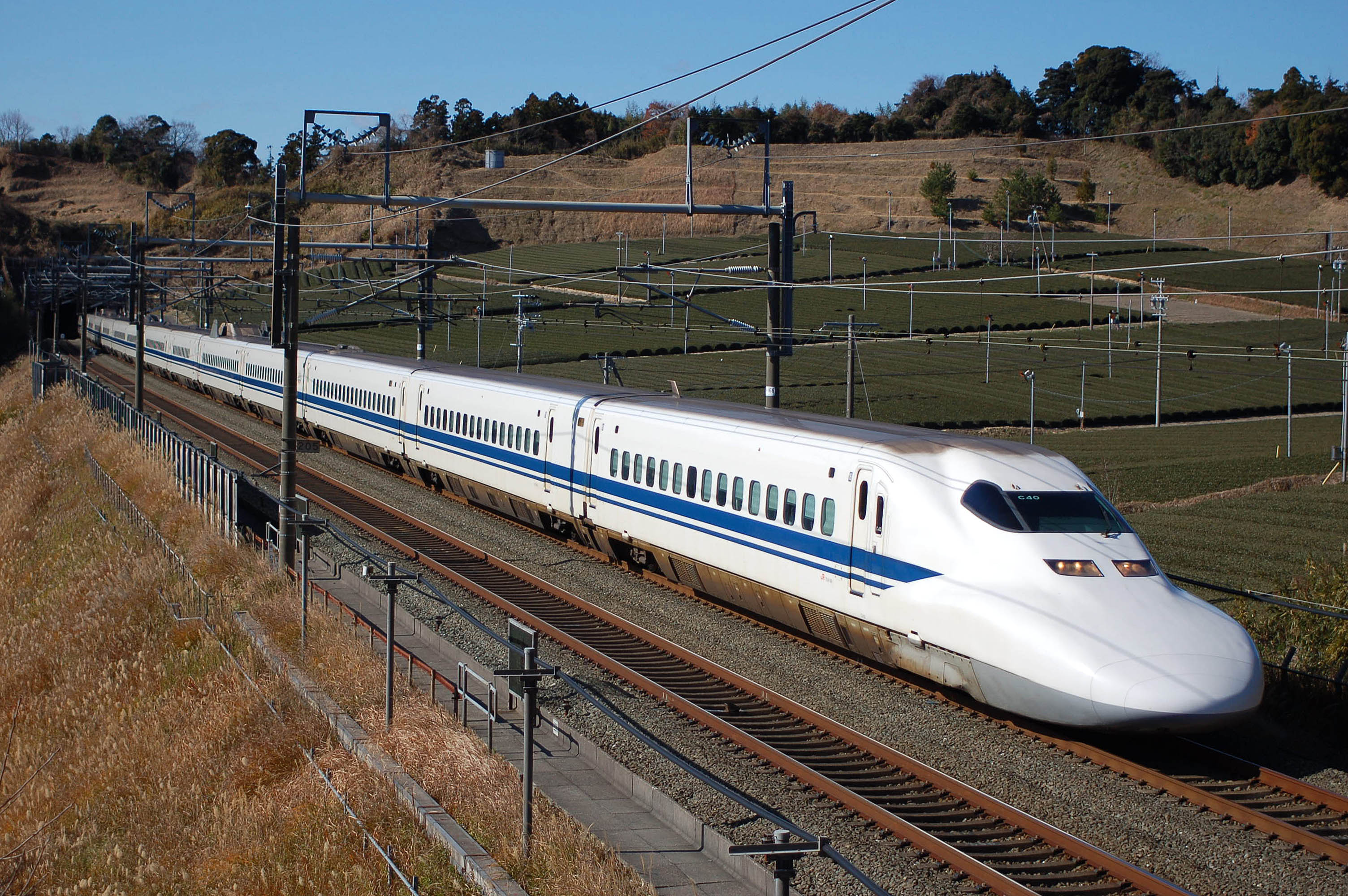
Серия 700
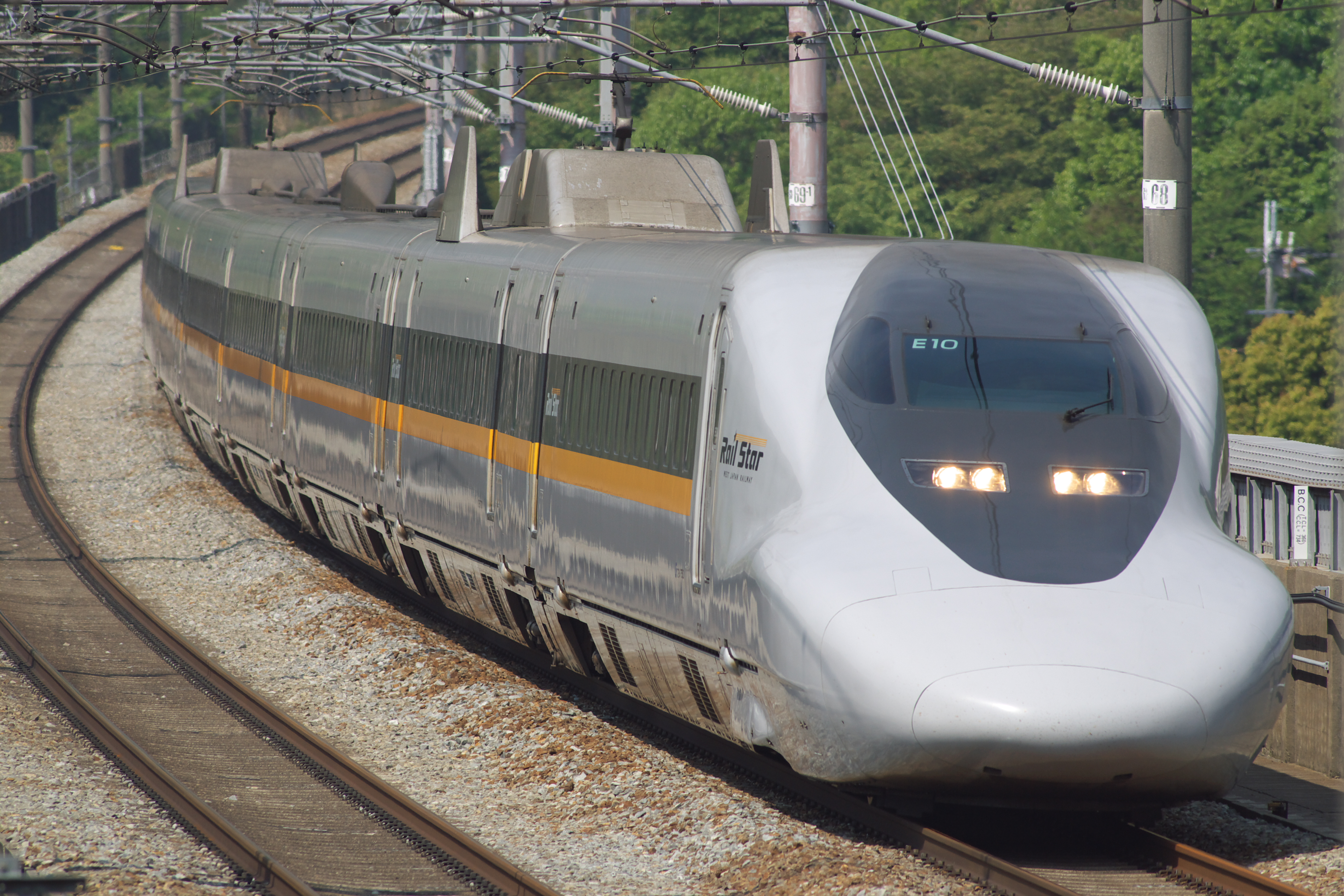
Серия 700 (Hikari Rail Star)
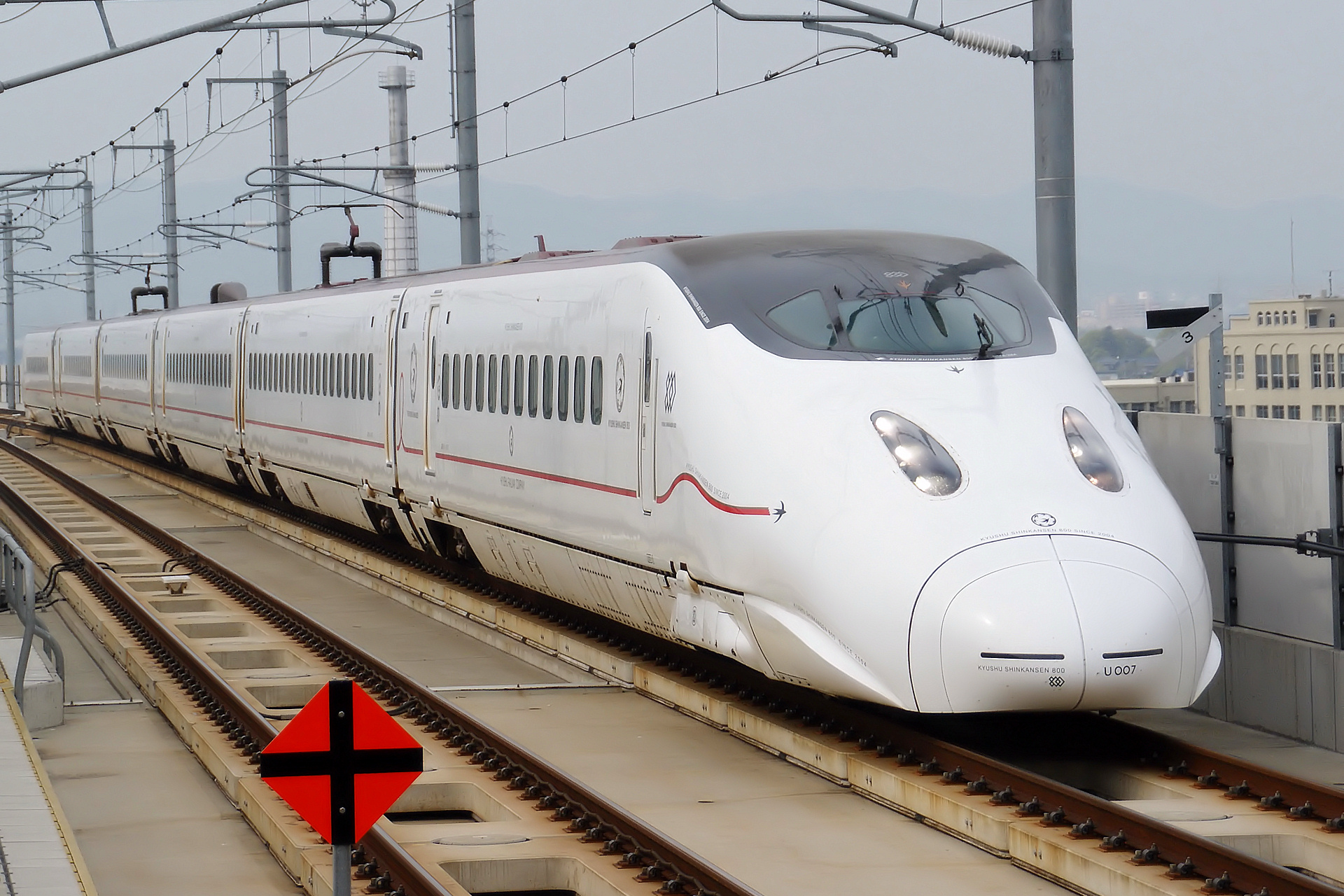
Серия 800 (Tsubame)
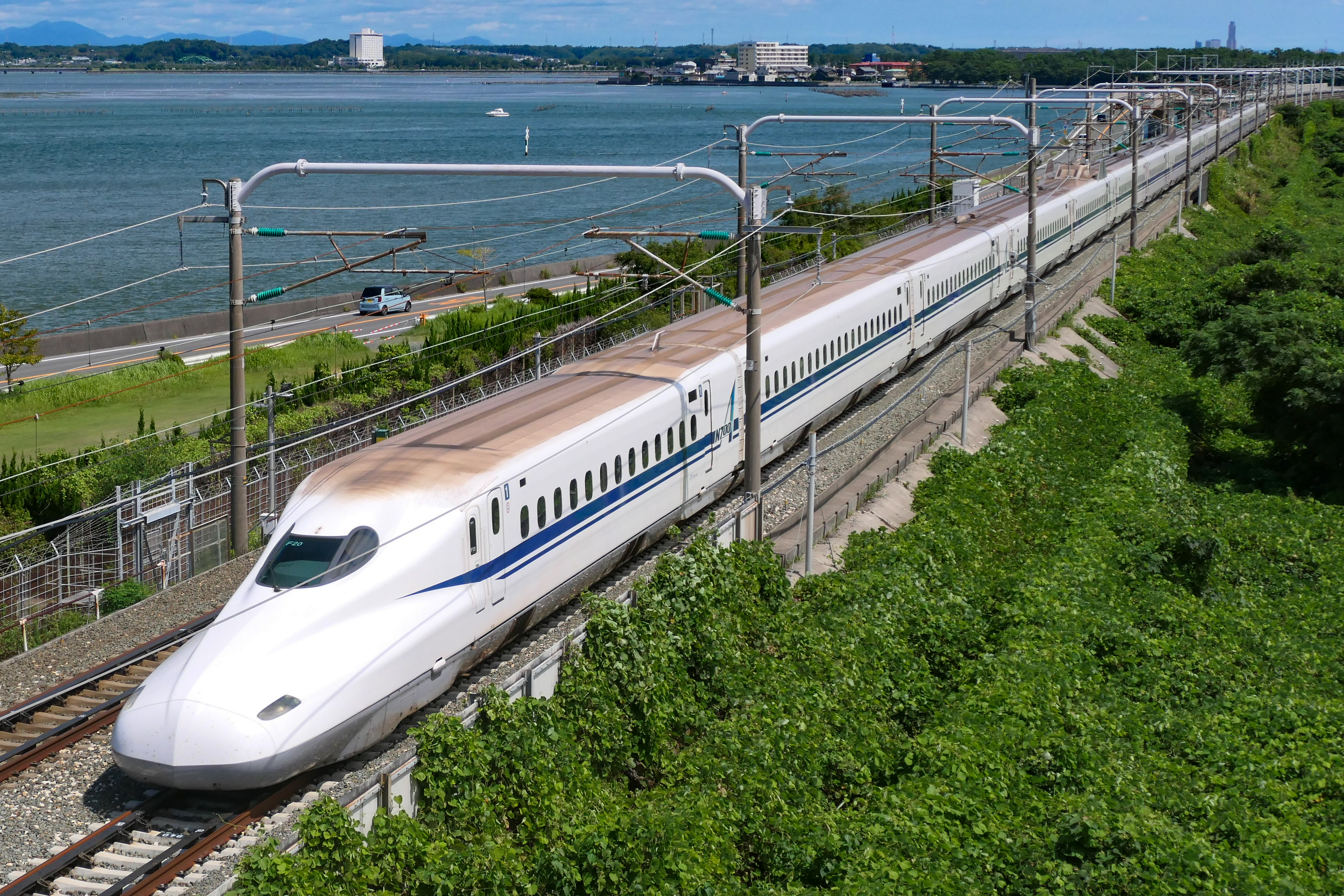
Серия N700
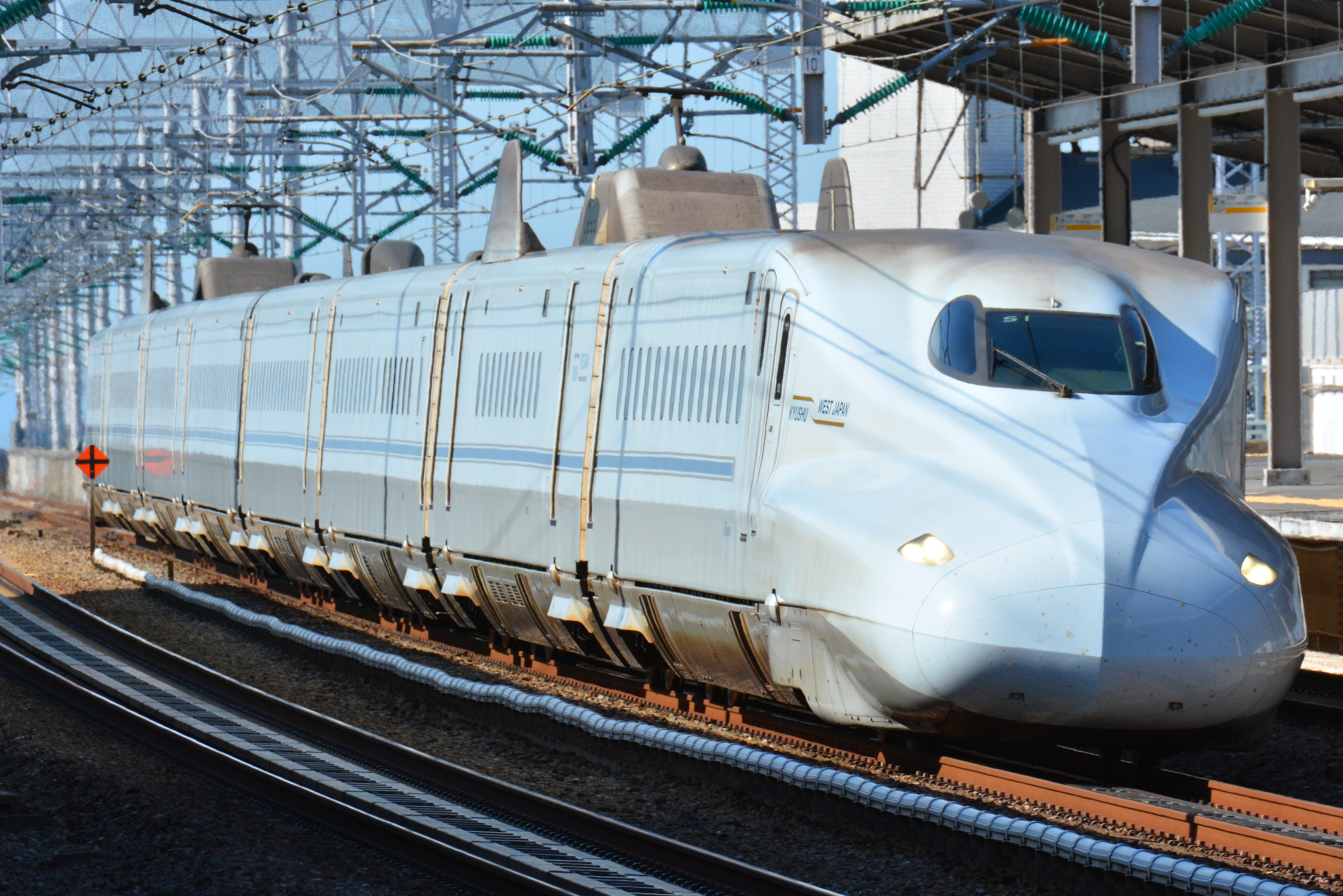
Серия N700-7000 (Sakura)
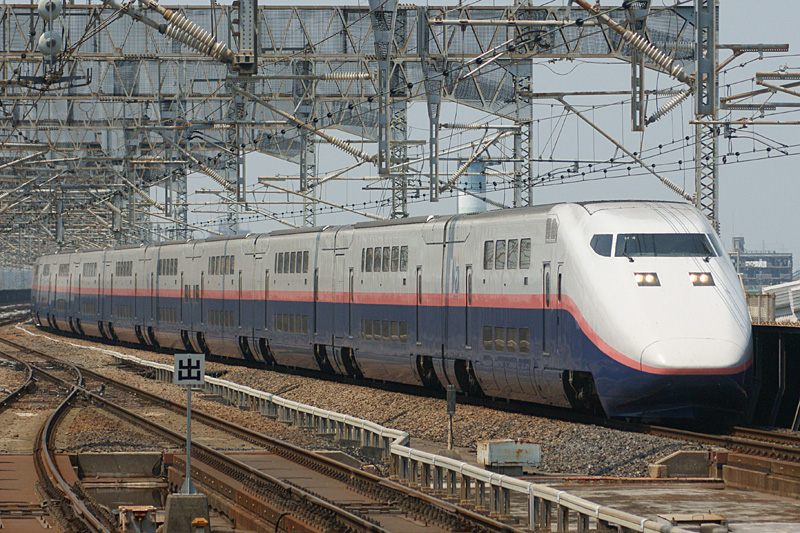
Серия Е1
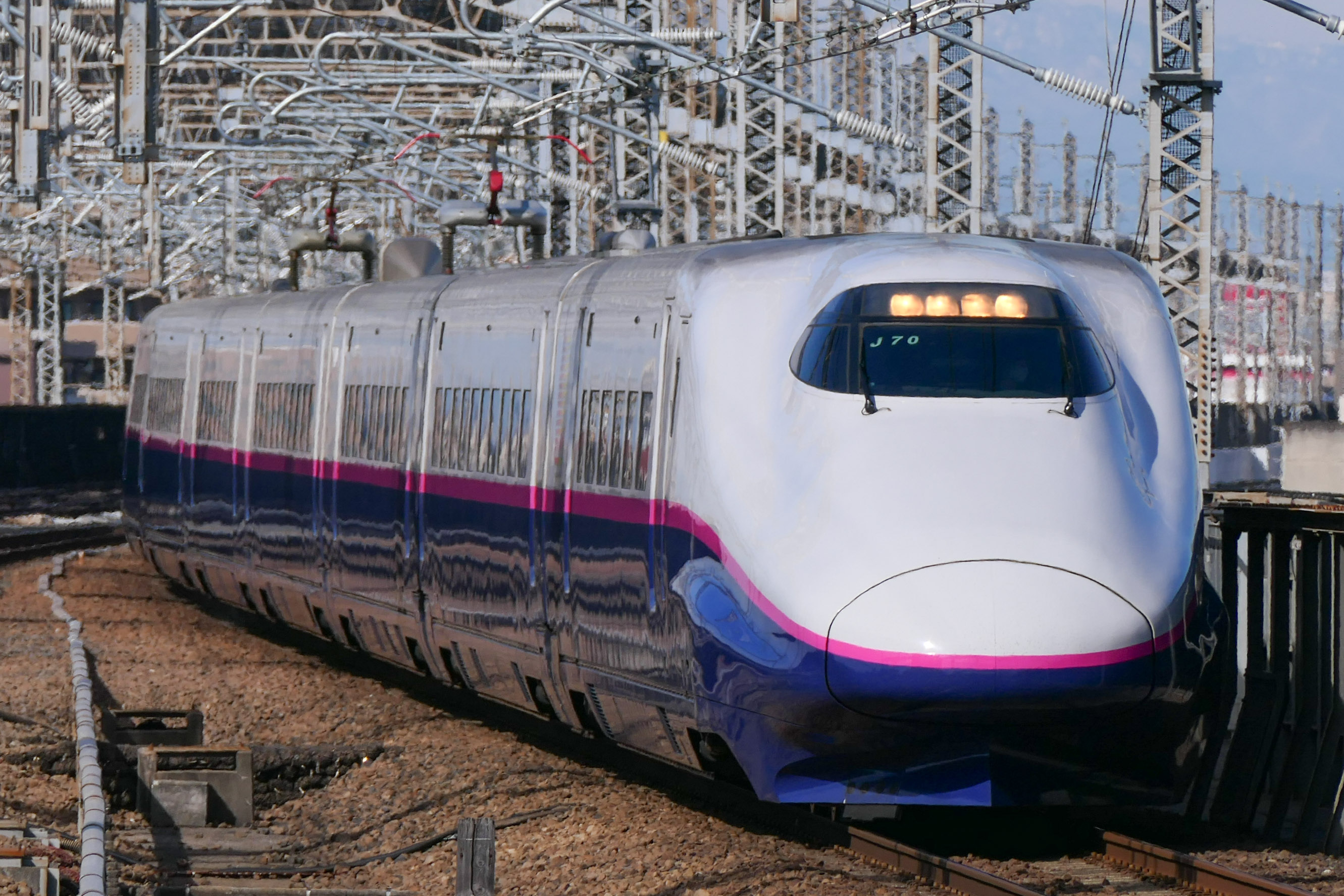
Серия Е2
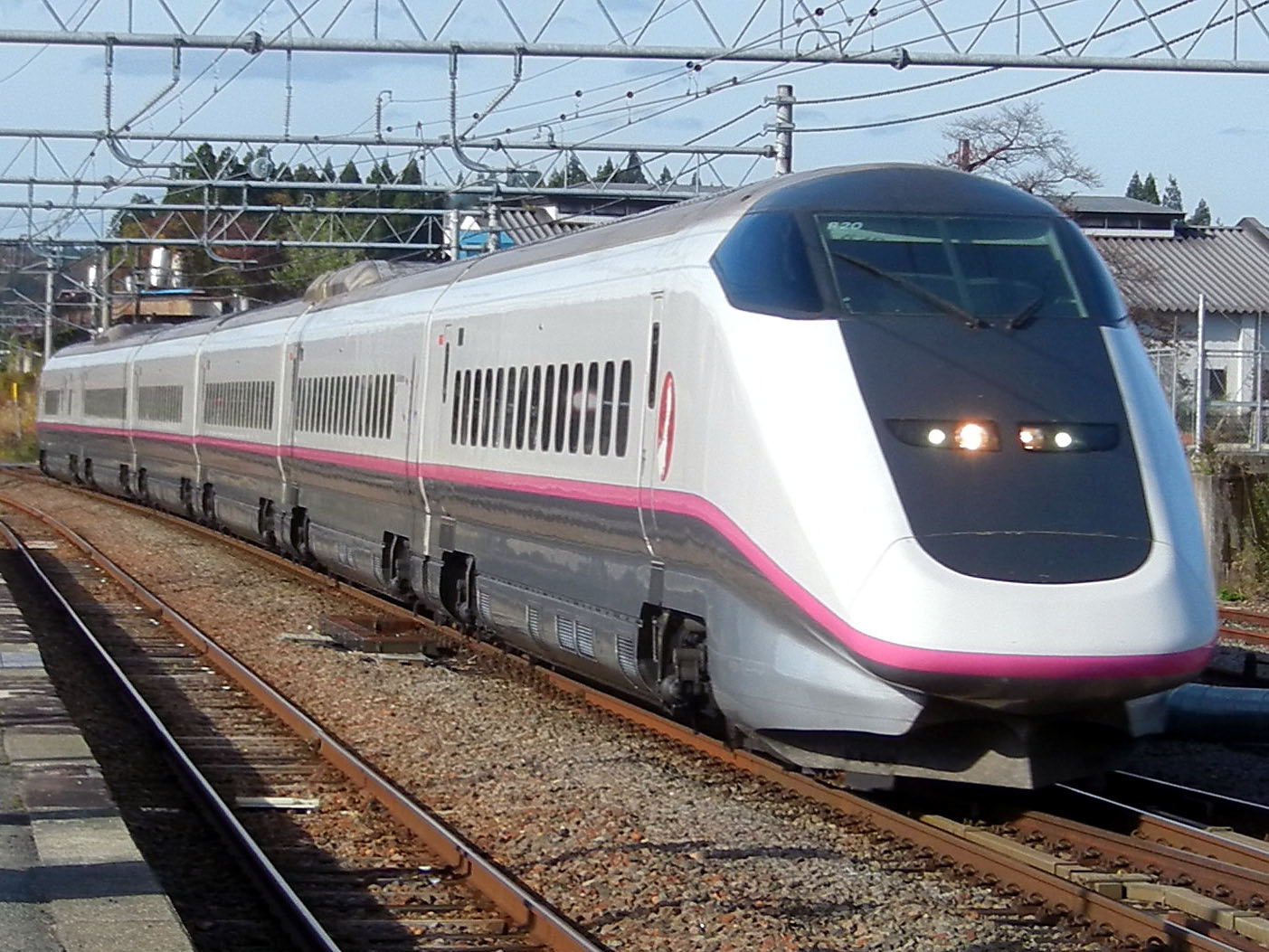
Серия Е3 (Komachi)
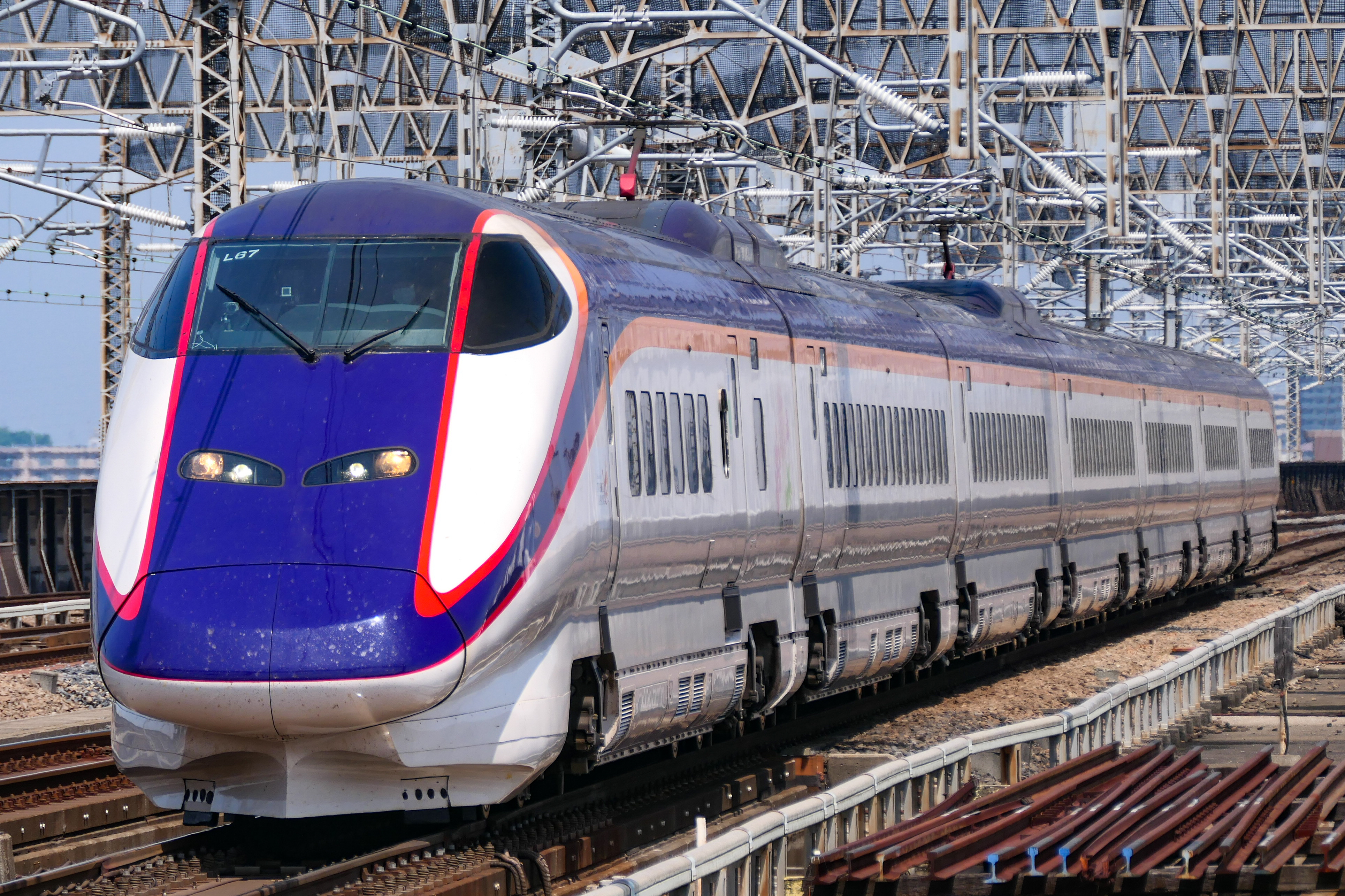
Серия E3-2000 (Tsubasa)
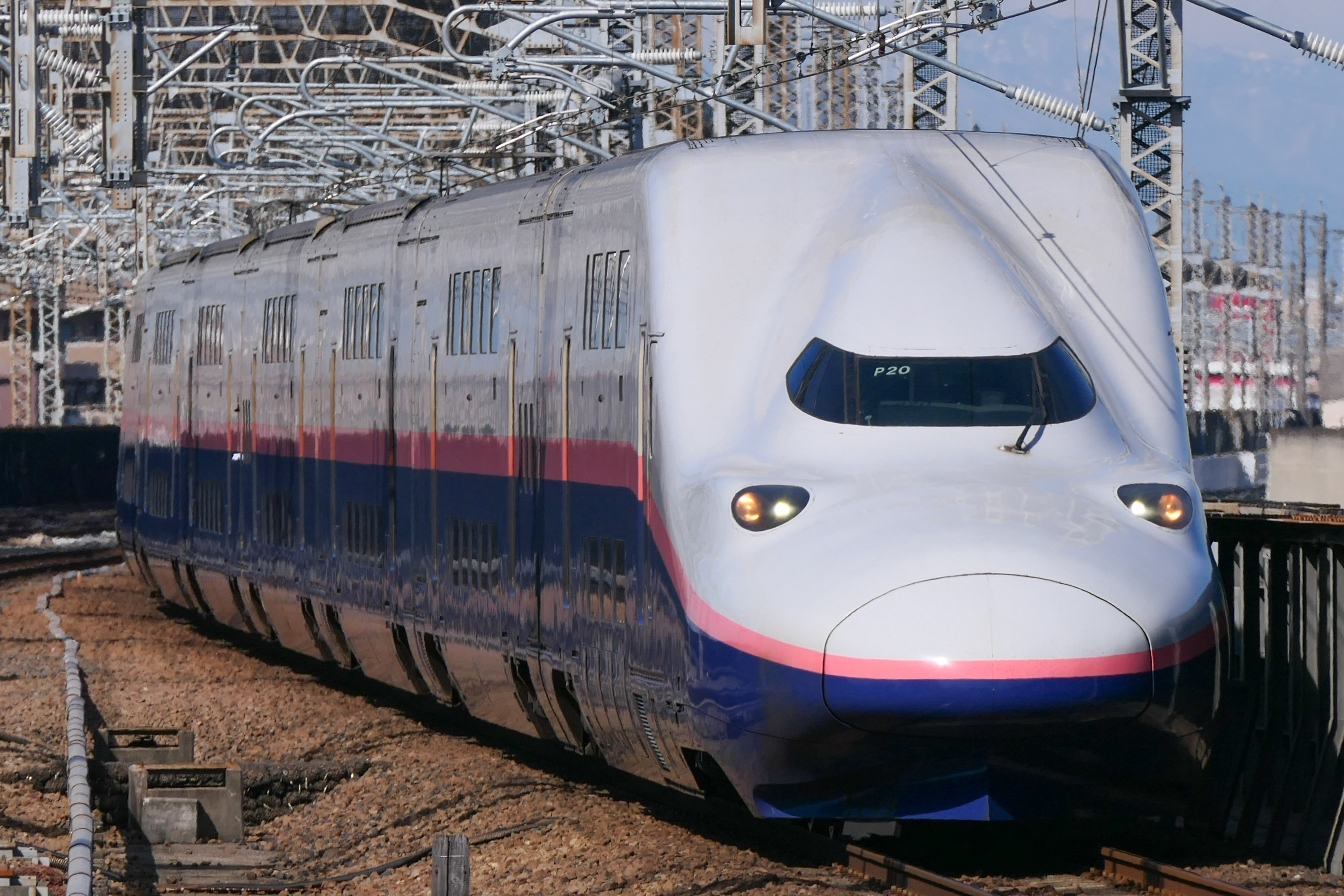
Серия Е4
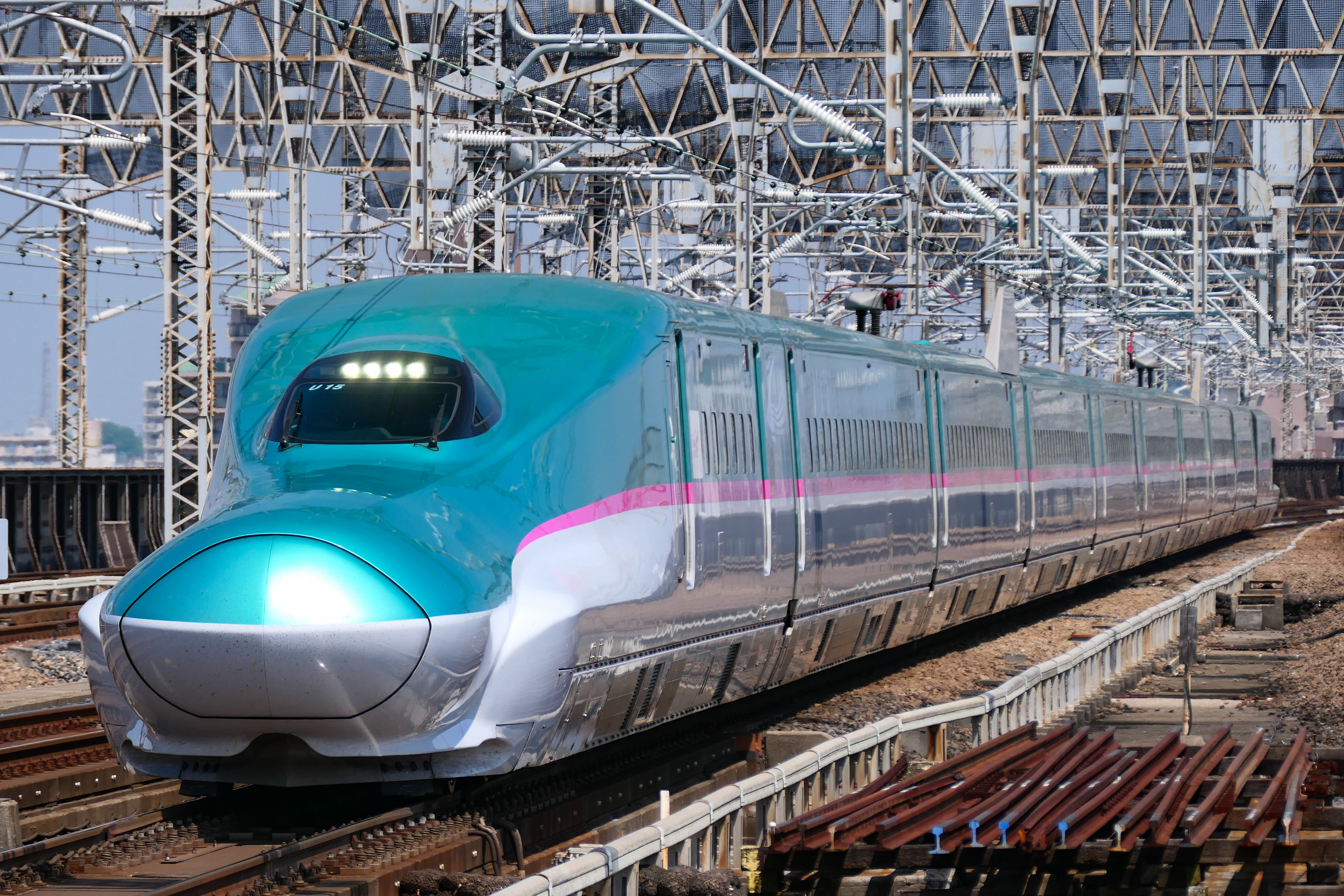
Серия Е5
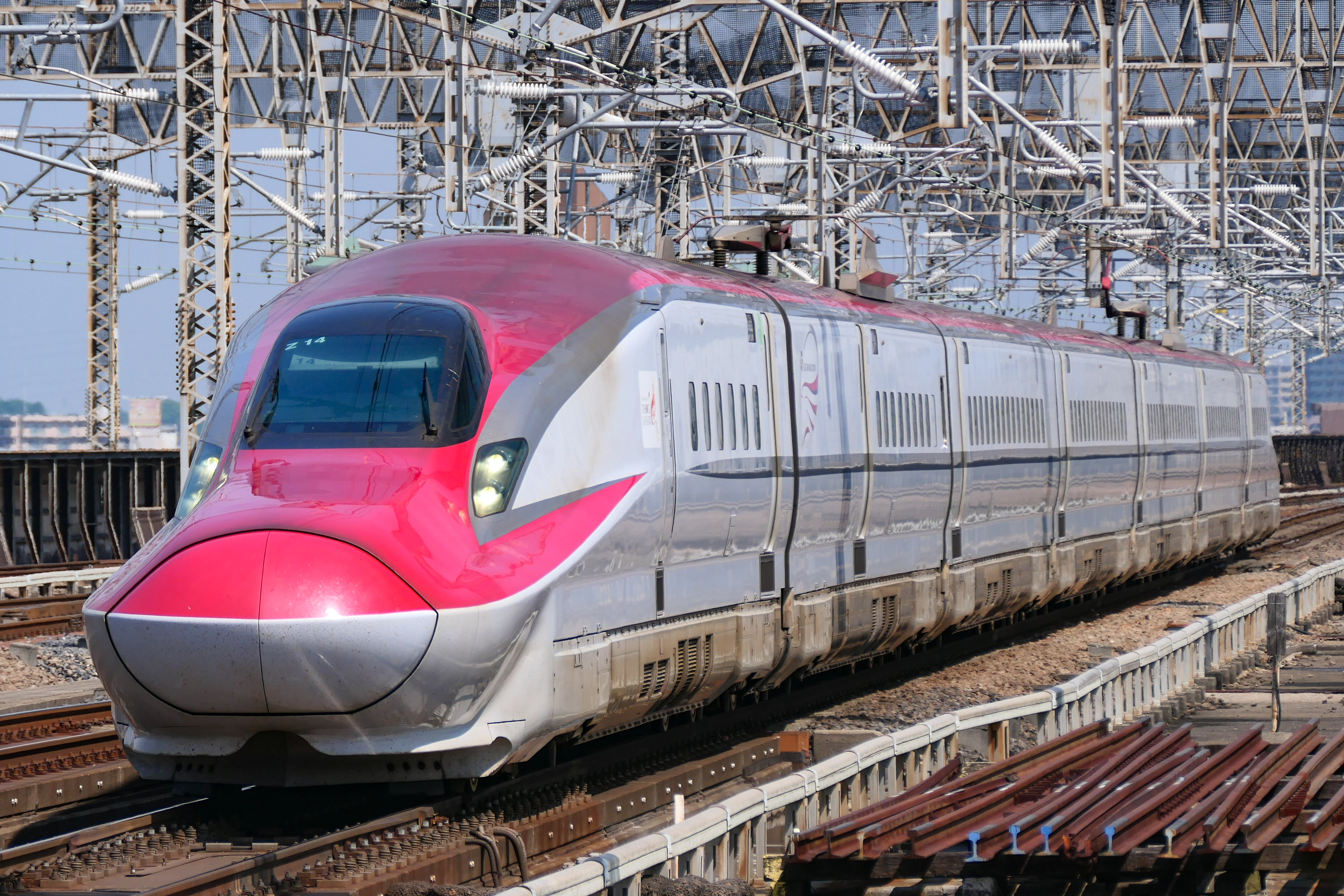
Серия Е6
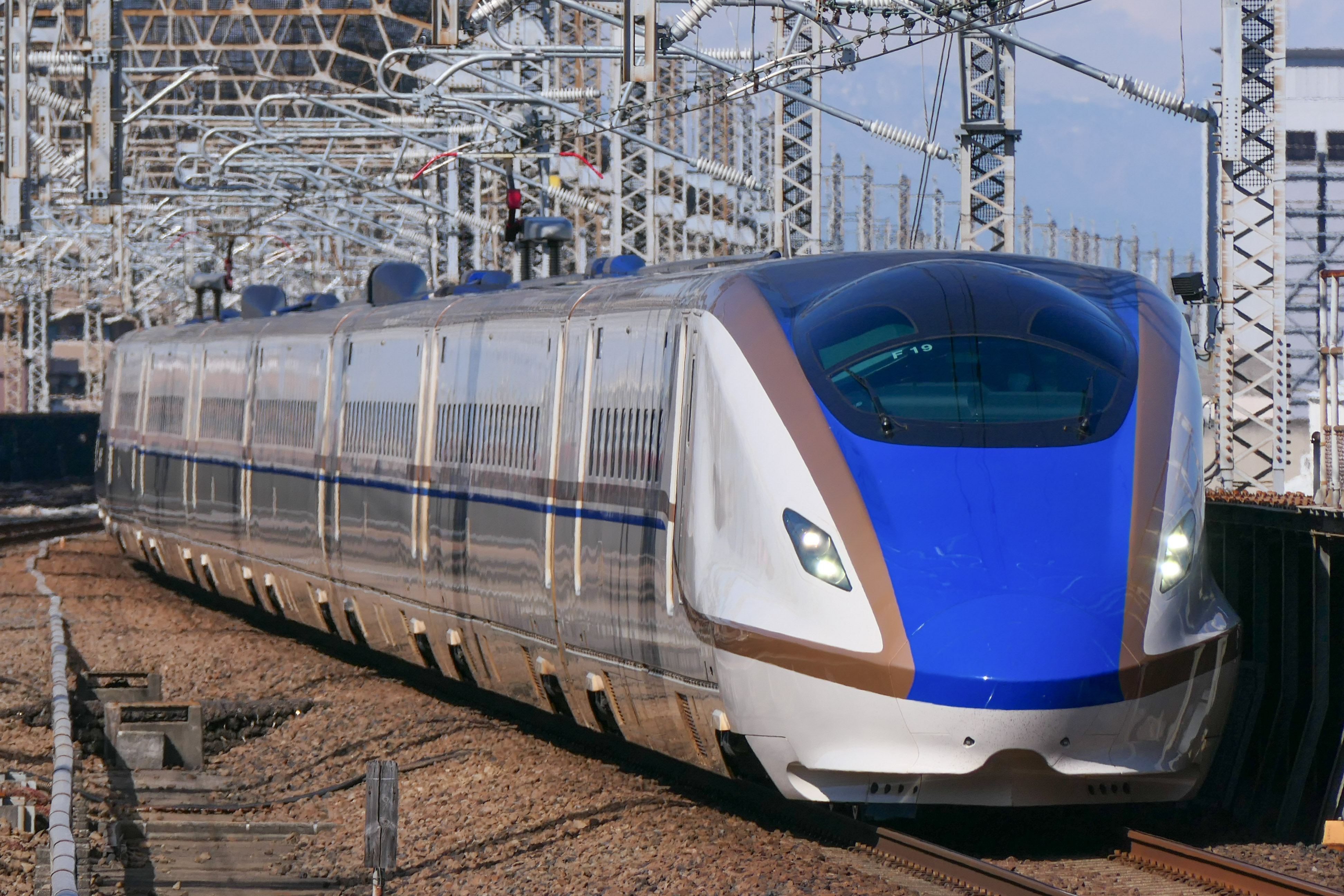
Серия Е7
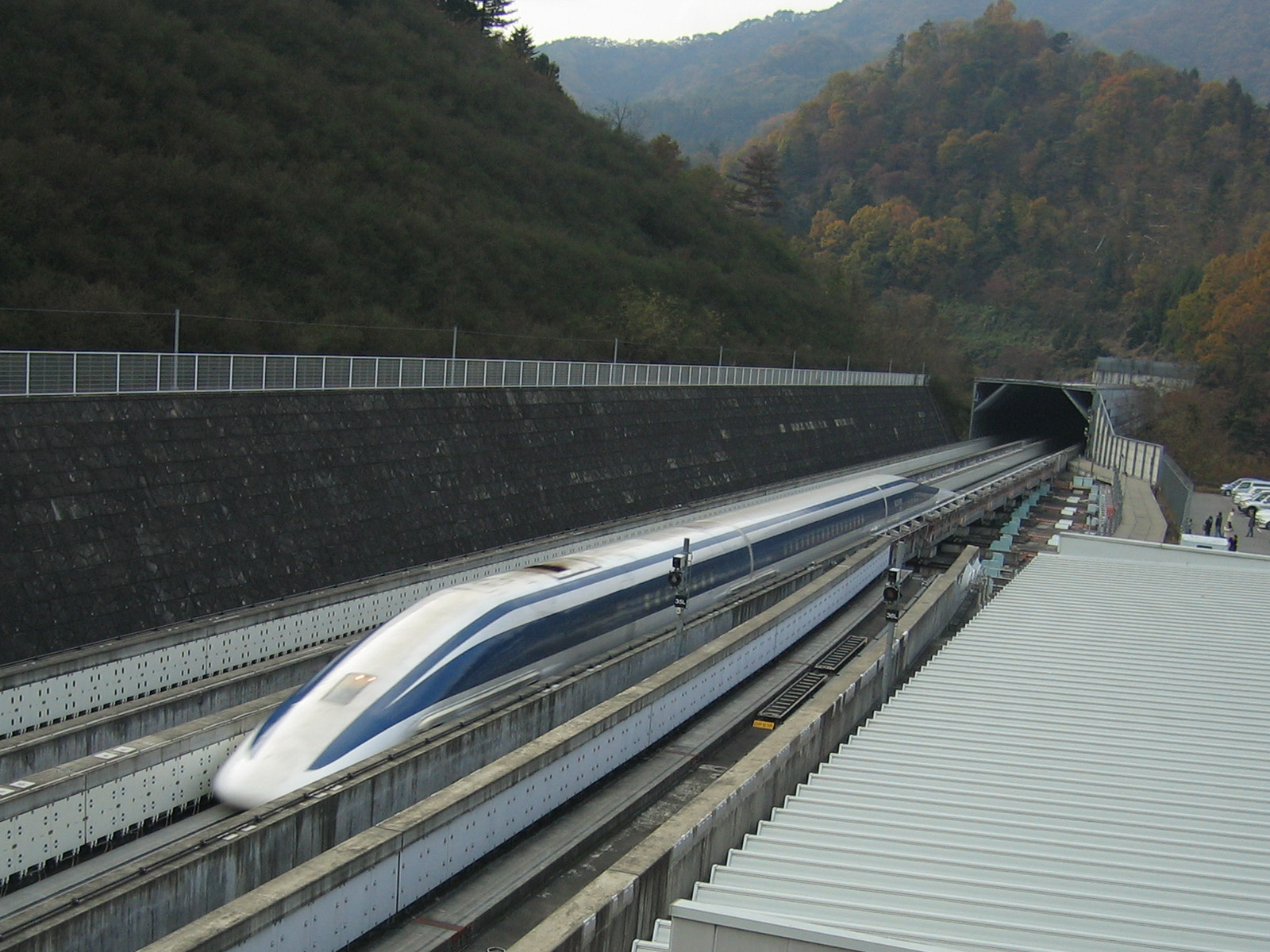
MLX01-2
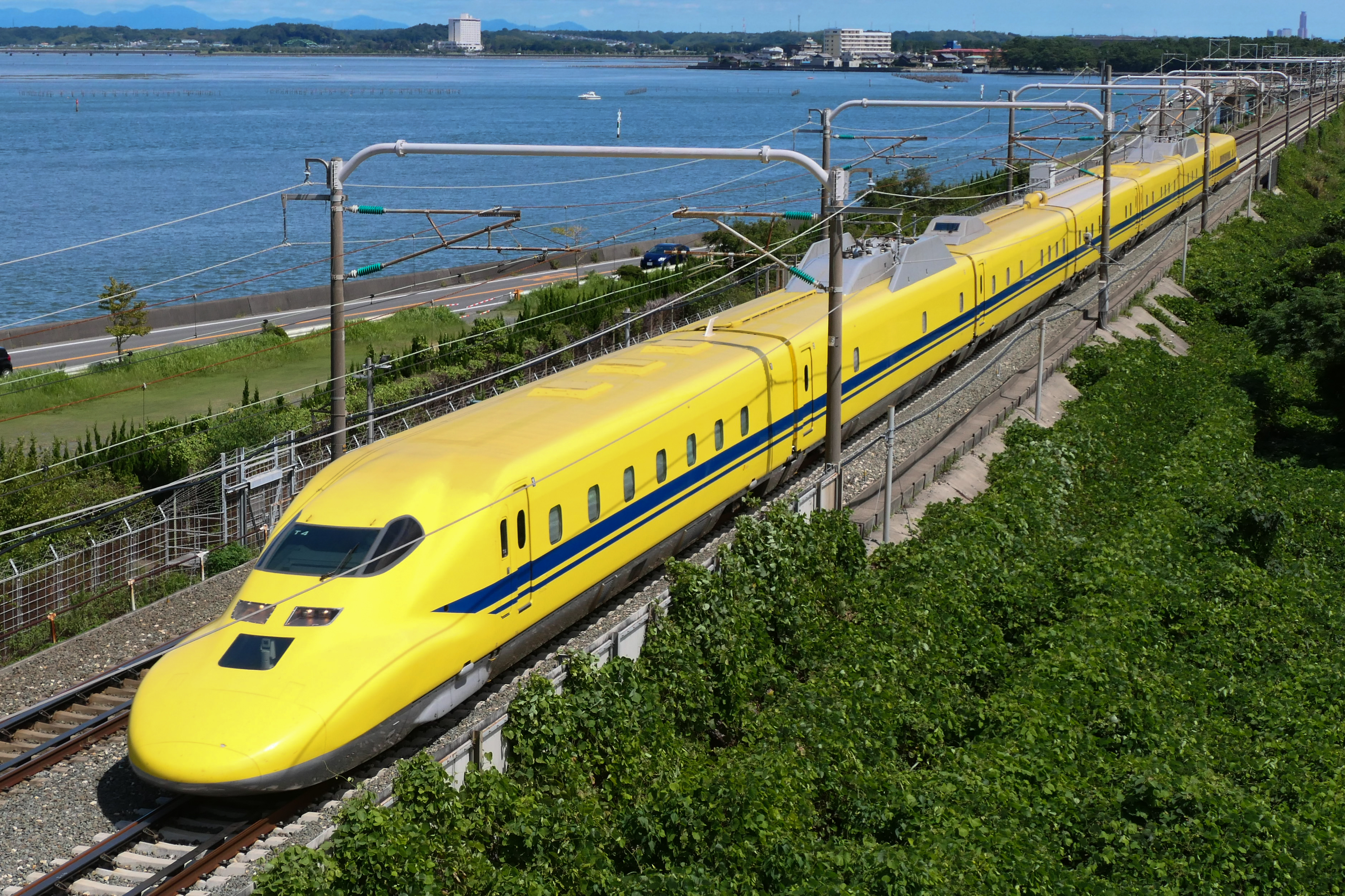
923 Type (Doctor-Yellow)
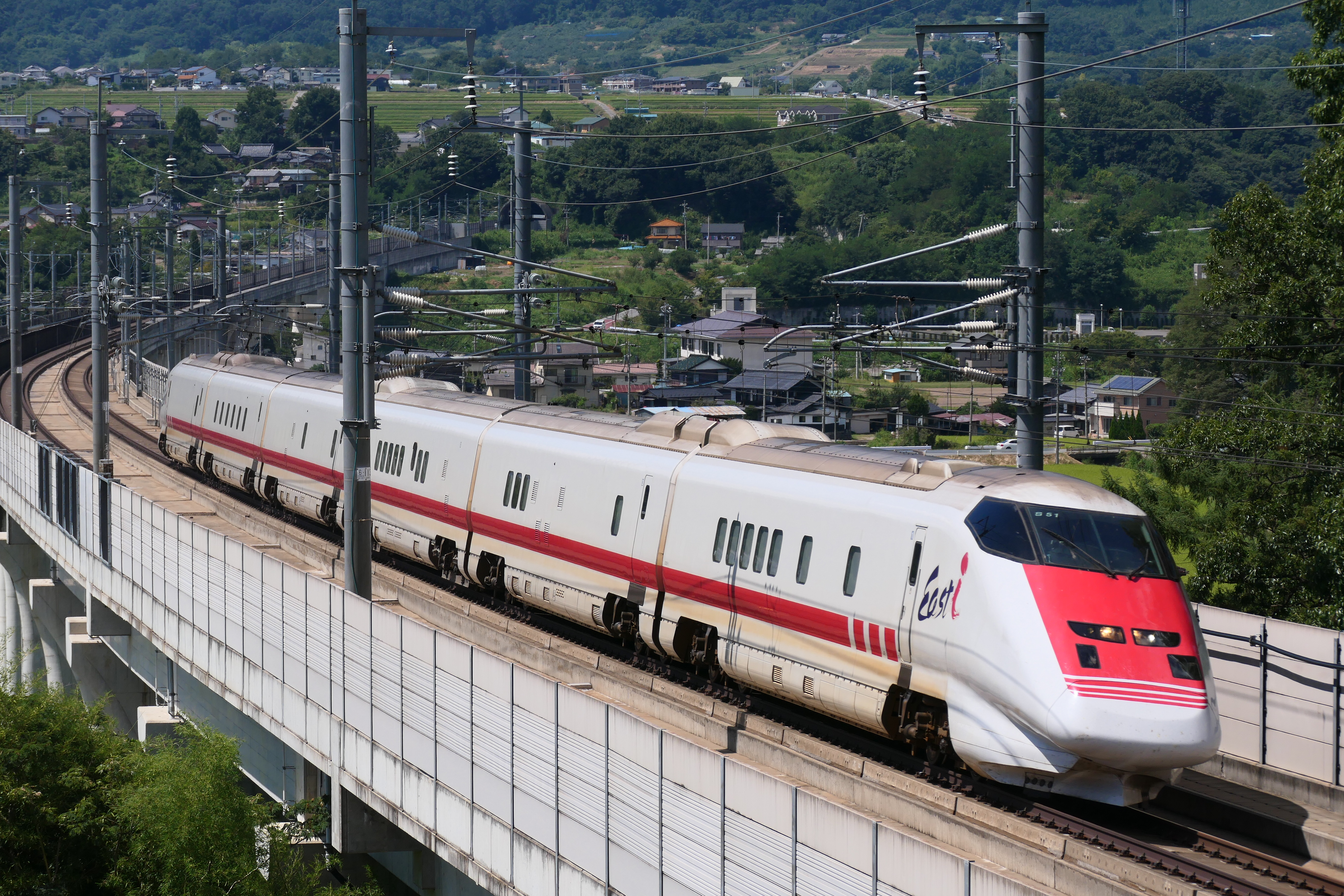
E926 Type (East i)
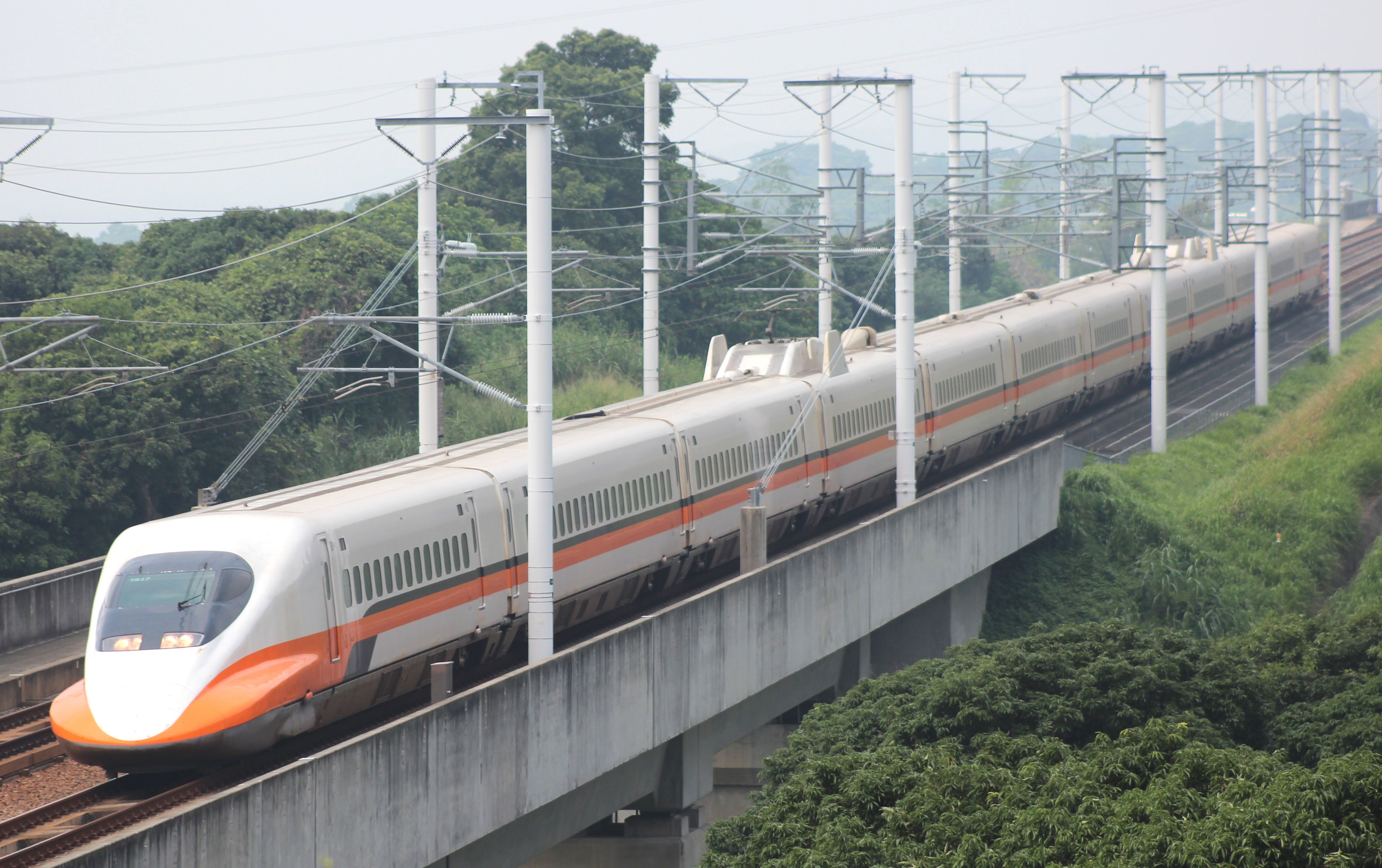
Серия 700T, Тайвань
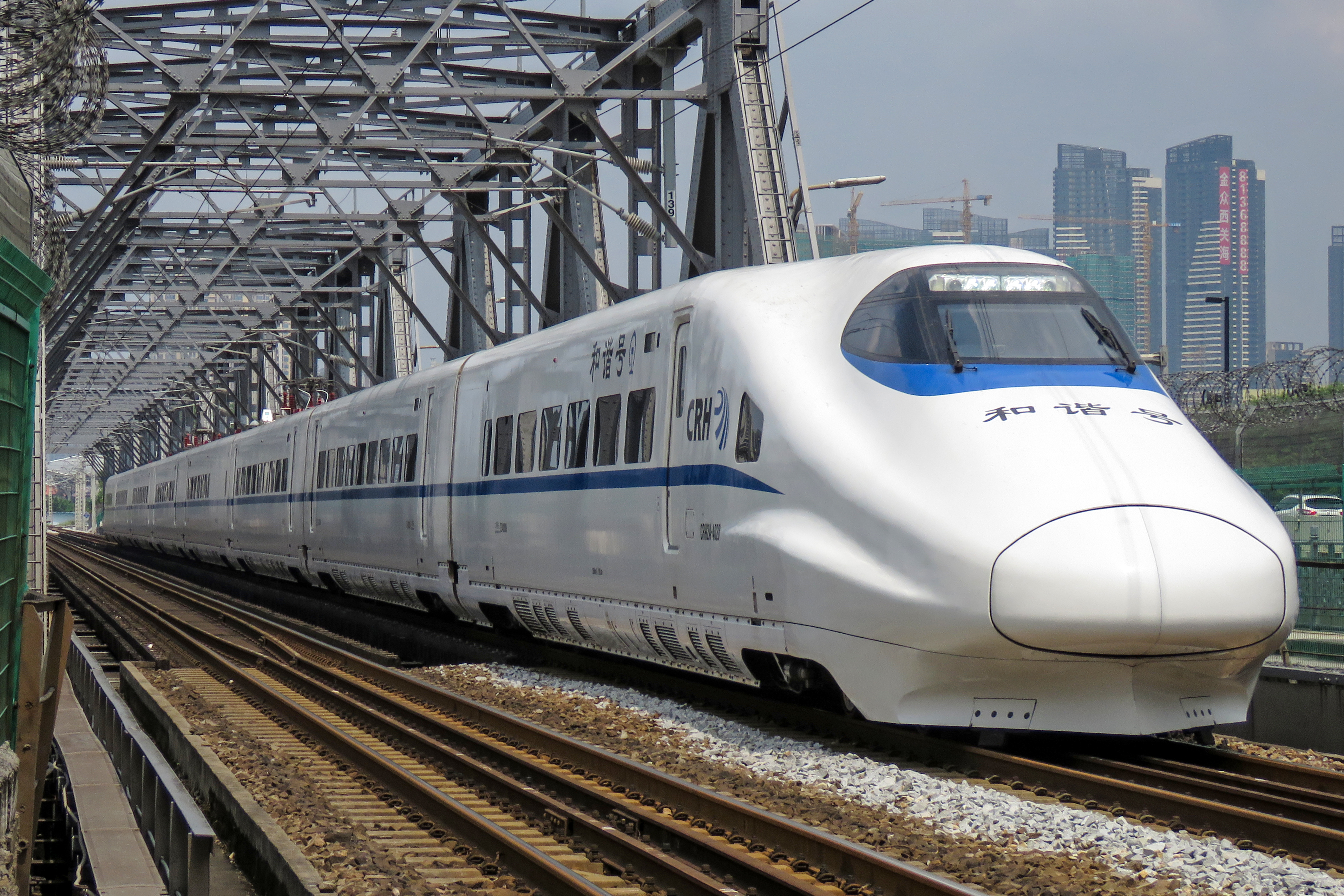
CRH2, Китайская Народная Республика

## Технологии Синкансэн за пределами Японии

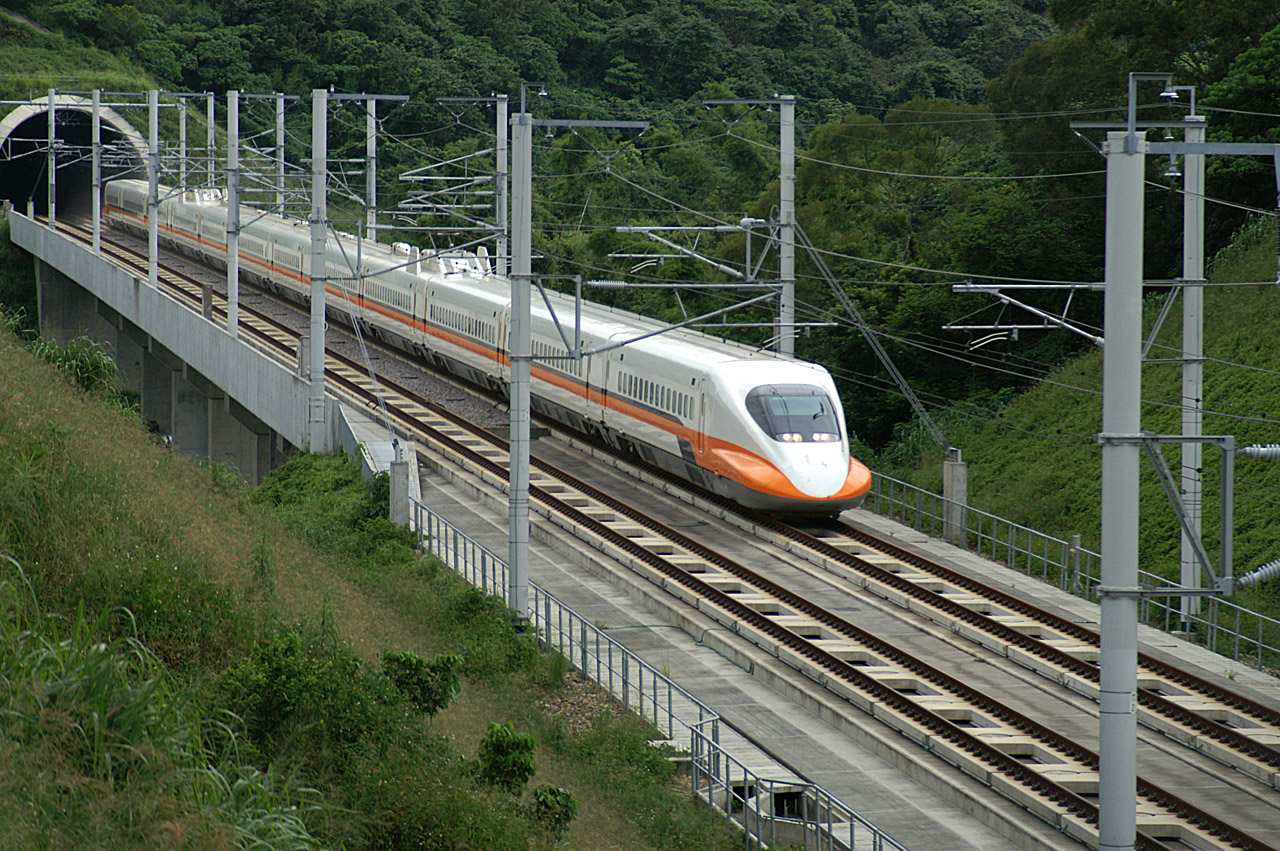
Синкансэн 700T на испытаниях

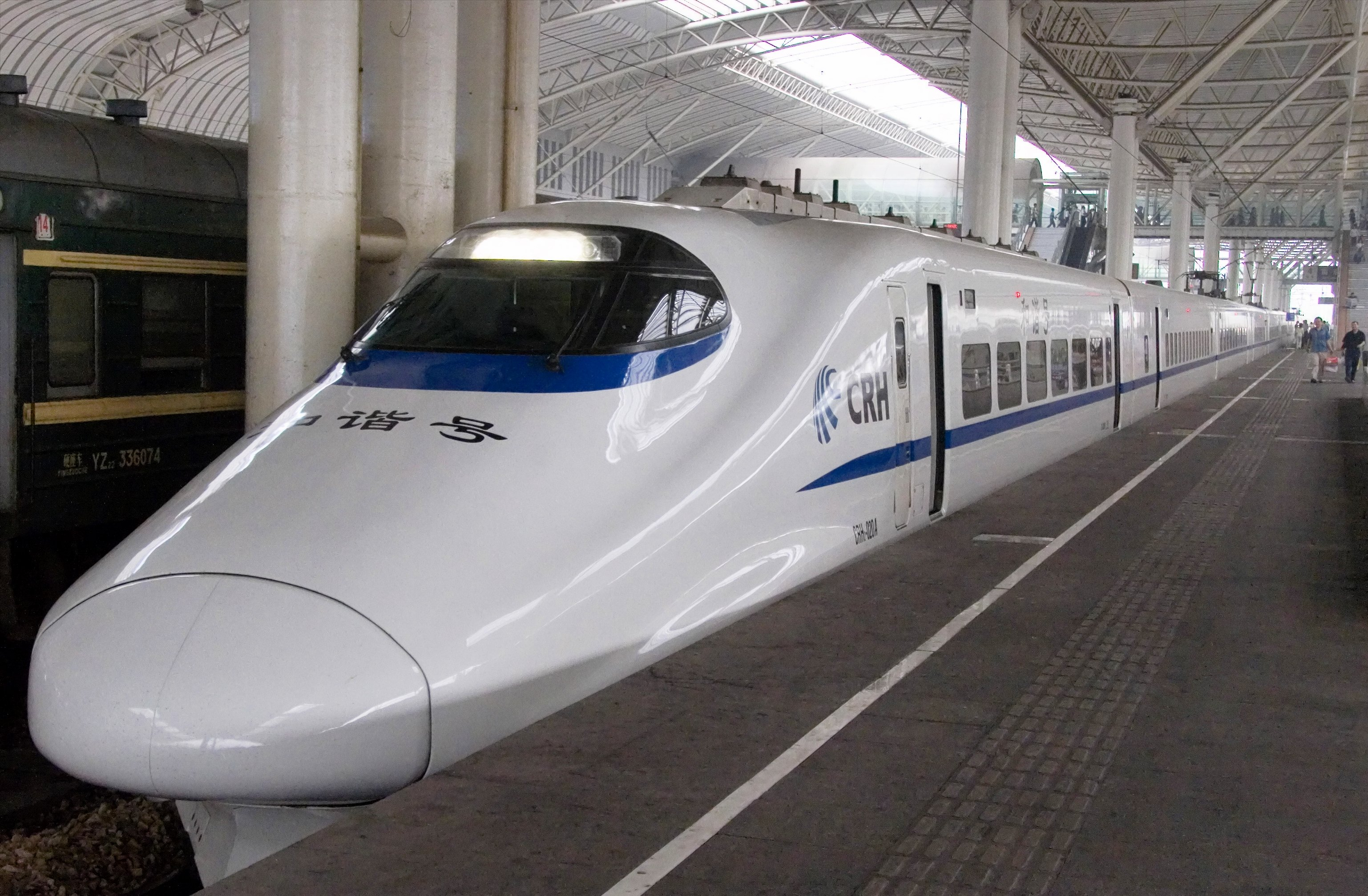
Поезд CRH2

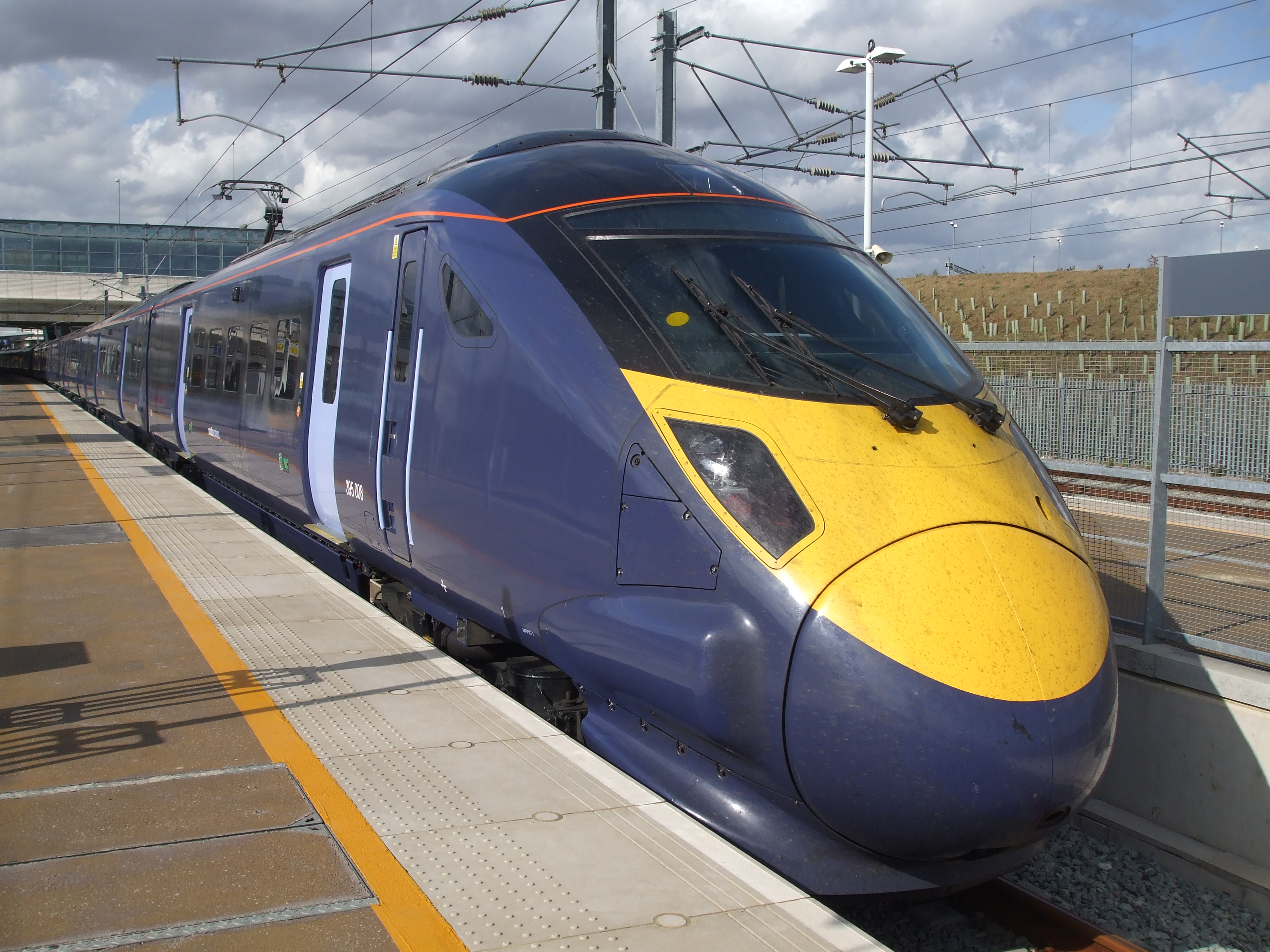
Электропоезд класса 395

Использование технологий Синкансэн не ограничивается только Японией.
Тайвань:
На Тайваньской высокоскоростной железной дороге работает поезд серии 700T, построенный Kawasaki Heavy Industries
Китай:
На Китайской железной дороге работает поезд CRH2, построенный CSR Sifang Loco & Rolling Stocks Corporation с получением лицензии от Kawasaki Heavy Industries, Mitsubishi Electric Corporation и Hitachi. Его конструкция тесно связана с поездом серии E2.
Великобритания:
Электропоезд Класса 395 был построен на основе разработок Hitachi для синкансэна.
Бразилия:
В настоящее время Япония предлагает свои технологии правительству Бразилии для использования в планируемой системе высокоскоростных железных дорог на линии Рио-де-Жанейро — Сан-Паулу — Кампинас.
США и Канада:
- Федеральное управление железных дорог США ведет переговоры с рядом стран, обладающих высокоскоростными железными дорогами (такими как Япония, Франция и Испания) о возможности поделиться своим опытом в этой области с США и Канадой[6][7].
- 1 июля 2009 председатель Central Japan Railway Company Есиюки Касаи объявил о возможных планах экспортировать поезда серии N700 на международный рынок.[8]

Вьетнам:
Вьетнамские железные дороги рассматривают использование японских технологий для высокоскоростного железнодорожного сообщения между двумя крупнейшими городами страны: Ханоем и Хошимином. Вьетнам надеется на запуск скоростных поездов к 2020 году.

## Рекорды скорости
Максимальная штатная скорость движения поезда достигается на маршруте Хаябуса и составляет 320 км/ч.
| км/ч  | Поезд                           | Местонахождение                                                          | Дата             | Комментарий                                                |
| ----- | ------------------------------- | ------------------------------------------------------------------------ | ---------------- | ---------------------------------------------------------- |
| 200   | 1000 Type Синкансэн             | испытательный участок Одавара, в настоящее время часть Токайдо-синкансэн | 31 октября 1962  |                                                            |
| 256   | 1000 Type Синкансэн             | испытательный участок Одавара                                            | 30 марта 1963    | Побит прошлый мировой рекорд по скорости на электропоезде. |
| 286   | 951 Type Синкансэн              | Санъё-синкансэн                                                          | 24 февраля 1972  | Побит прошлый мировой рекорд по скорости на электропоезде. |
| 319   | 961 Type Синкансэн              | испытательный участок Ояма, в настоящее время часть Тохоку-синкансэн     | 7 декабря 1979   | Побит прошлый мировой рекорд по скорости на электропоезде. |
| 325,7 | Серия 300 тестовый поезд        | Токайдо-синкансэн                                                        | 28 февраля 1991  |                                                            |
| 336   | Серия 400 тестовый поезд        | Дзёэцу-синкансэн                                                         | 26 марта 1991    |                                                            |
| 345   | Серия 400 тестовый поезд        | Дзёэцу-синкансэн                                                         | 19 сентября 1991 |                                                            |
| 345,8 | серия 500—900 «WIN350»          | Санъё-синкансэн                                                          | 6 августа 1992   |                                                            |
| 350,4 | серия 500—900 «WIN350»          | Санъё-синкансэн                                                          | 8 августа 1992   |                                                            |
| 352   | Class 952/953 тестовый поезд    | Дзёэцу-синкансэн                                                         | 30 октября 1992  |                                                            |
| 425   | Class 952/953 тестовый поезд    | Дзёэцу-синкансэн                                                         | 21 декабря 1993  |                                                            |
| 426,6 | Class 955 (300X) тестовый поезд | Токайдо-синкансэн                                                        | 11 июля 1996     |                                                            |
| 443   | Class 955 (300X) тестовый поезд | Токайдо-синкансэн                                                        | 26 июля 1996     |                                                            |
| 550   | MLX01                           | Испытательный участок Тюо-синкансэн                                      | 24 декабря 1997  | Бывший мировой рекорд                                      |
| 552   | MLX01                           | Испытательный участок Тюо-синкансэн                                      | 14 апреля 1999   | Бывший мировой рекорд                                      |
| 552   | MLX01                           | Испытательный участок Тюо-синкансэн                                      | 2 декабря 2003   | Бывший мировой рекорд                                      |
| 590   | Синкансэн L0                    | Испытательный участок Тюо-синкансэн                                      | 16 апреля 2015   | Бывший мировой рекорд                                      |
| 603   | Синкансэн L0                    | Испытательный участок Тюо-синкансэн                                      | 21 апреля 2015   | Мировой рекорд                                             |